# Liste Prager Persönlichkeiten
Diese Liste enthält in Prag geborene Persönlichkeiten sowie solche, die in Prag gewirkt haben, dabei jedoch andernorts geboren wurden. Die Liste erhebt keinen Anspruch auf Vollständigkeit.

## In Prag geborene Persönlichkeiten

### 13. bis 17. Jahrhundert
- Agnes von Böhmen (1211–1282), Tochter von Ottokar I. Přemysl und Konstanze von Ungarn
- Peregrin Pusch (* um 1309), Anführer des Prager Bürgertums im Widerstand gegen den Adel unter Heinrich VII.
- Hermann von Prag (um 1280–1349), Bischof von Ermland
- Elisabeth (1292–1330), letzte Angehörige des Přemyslidengeschlechts
- Karl IV. (1316–1378), römisch-deutscher König, König von Böhmen und römisch-deutscher Kaiser
- Johann Heinrich (1322–1375), Graf von Tirol und Markgraf von Mähren
- Nikolaus von Luxemburg (1322–1358), Patriarch von Aquileia
- Wenzel I. (1337–1383), Herzog von Luxemburg
- Katharina von Luxemburg (1342–1395), Tochter Kaiser Karls IV.
- Johann von Jenstein (1347/50–1400), Bischof, Erzbischof und Patriarch von Alexandria
- Elisabeth von Luxemburg-Böhmen (1358–1373), Tochter Kaiser Karls IV.
- Johann Parler der Jüngere (1359–1405/06), Architekt
- Anne von Böhmen (1366–1394), Königsgemahlin Richards II. von England
- Johann (1370–1396), Herzog von Görlitz
- Hieronymus von Prag (≈1379–1416), Gelehrter, Mitstreiter von Jan Hus
- Elisabeth von Luxemburg (1409–1442), Tochter Kaisers Sigismunds
- Paulus Paulirinus de Praga (1413–?), Universalgelehrter
- Heinrich der Jüngere (1452–1492), Reichsgraf sowie Graf von Glatz
- Jan Černý (um 1456–1530), Arzt und Geistlicher
- Lukas von Prag (um 1460–1528), Theologe und Bischof
- Bartoš Písař (um 1470–1535), Geschichtsschreiber und Händler
- Sigismund Gelenius (1497–1554), Schriftsteller, Philologe und Gelehrter
- Jan Augusta (1500–1572), Bischof
- Ludwig II. (1506–1526), König von Böhmen und Ungarn und Kroatien
- Ulrico Aostalli (1520–1597), Tessiner Architekt
- Thaddaeus Hagecius (1525–1600), Astronom und Arzt
- Anna von Österreich (1528–1590), Erzherzogin von Österreich und Herzogin von Bayern
- Mordechai Meisel (1528–1601), Hofbankier und Philanthrop
- Prokop Lupáč z Hlaváčova (um 1530–1587), Schriftsteller und Historiker
- Lippold Ben Chluchim (1530–1573), Hoffaktor und Münzmeister
- Maria von Österreich (1531–1581), Erzherzogin von Österreich
- Johanna von Österreich (1547–1578), Erzherzogin von Österreich
- Johann Sperber (um 1551–1621), Maler
- Jesaja Horovitz (1565–1630), Talmudist, Kabbalist und Oberrabbiner
- Johanna von Pernstein (1566–1631), böhmische Adlige, Hofdame und durch Heirat Herzogin von Villahermosa
- Georg Carolides (1569–1612), Humanist und Dichter
- Eva Bacharach (um 1580–1652), Hebraistin
- Wratislaw I. von Fürstenberg (1584–1631), Offizier in spanischen und österreichischen Diensten, Diplomat, Hofratspräsident
- Julius d’Austria (1586–1609), Sohn Kaiser Rudolfs II.
- Francesco Turini (um 1595–1656), italienischer Komponist und Organist
- Franz von Magnis (1598–1652), Adliger und Generalfeldmarschall
- Bernhard Ignaz von Martinitz (1603–1685), Oberstburggraf in Prag und Statthalter in Böhmen
- Johann Sigismund Mislik von Hirschov (1606–1666), böhmischer Adliger und Militär
- Anna Sylvia Caretto (1607–1664), Ehefrau des kaiserlichen Feldmarschalls Leopold Wilhelm von Baden
- Wenzel Hollar (1607–1677), Zeichner und Kupferstecher
- Karel Škréta (1610–1674), Barockmaler
- Maximilian Reichenberger (1613–1673), Jesuit
- Heinrich Cosel (1616–1657), böhmischer Rechtswissenschaftler
- Ruprecht von der Pfalz, Duke of Cumberland (1619–1682), englischer Generalissimus und Lord High Admiral
- Johann Georg Bendl (vor 1620–1680), Prager Bildhauer
- August Augspurger (1620–1675), deutscher Lyriker, Übersetzer und Epigrammatiker
- Matěj Václav Šteyer (1630–1692), Jesuitenpater, Prediger, Pädagoge, Übersetzer und religiöser Schriftsteller
- Julius Franz (1641–1689), Herzog von Sachsen-Lauenburg
- Jaroslaw Ignaz von Sternberg (1641–1709), Bischof von Leitmeritz
- Johann Ernst von Thun und Hohenstein (1643–1709), Fürsterzbischof von Salzburg
- Jan Petr Straka von Nadabylic (1645–1720), tschechischer Aristokrat und Philanthrop
- Beer Perlhefter (um 1650–?), Gelehrter und Rabbiner
- Bella Perlhefter (um 1650–1709), Schriftstellerin, professionelle Briefschreiberin und Musiklehrerin
- Johann Jakob Stevens von Steinfels (1651–1730), Barockmaler
- Maximilian Wietrowski (1660–1737), katholischer Priester und Autor
- Peter Johann Brandl (1668–1735), deutscher Maler des Barock
- Johann Joseph Ignaz Loew von Erlsfeld (1673–1716), Jurist
- Franz Retz (1673–1750), 15. General der Societas Jesu
- Franz Maximilian Kaňka (1674–1766), Architekt
- Johann Blasius Santini-Aichl (1677–1723), Architekt und Maler
- Jakob Joseph Kohaut (um 1678 – 1762), Lautenist
- Johann Georg Achbauer der Jüngere (1680–1737), Baumeister
- Franz Leopold von Sternberg (1680–1745), böhmischer Adliger und Staatsmann
- Franz Kolbe (1682–1727), Jesuit
- Johann Josef von Waldstein (1684–1731), böhmischer Adliger, Unternehmer und Mäzen
- Philipp von Kolowrat-Krakowsky (1688–1773), Oberstburggraf und Präsident des Landesguberniums in Böhmen
- Kilian Ignaz Dientzenhofer (1689–1751), Baumeister
- Wenzel Lorenz Reiner (1689–1743), Maler und Freskant
- Antonín Koniáš (1691–1760), Jesuitenpriester, Missionar und religiöser Schriftsteller
- Siard Nosecký (1693–1753), Freskomaler und Chorherr
- Antonín Reichenauer (um 1694–1730), Komponist
- Josef Wenzel (1696–1772), 4. Fürst von Liechtenstein

### 18. Jahrhundert

#### 1701 bis 1750
- Emanuel Wenzel von Kolowrat-Krakowsky (1700–1769), Adliger, General der Kavallerie und Großprior des Malteserordens
- Johann Karl Chotek von Chotkow (1704–1787), Hofkanzler
- Rudolph Joseph von Colloredo (1706–1788), Reichsvizekanzler
- Johann Baptist Georg Neruda (1707–1780), Violinist, Kapellmeister und Komponist
- Franz Philipp von Sternberg (1708–1786), Diplomat
- Cajetanus Březina von Birkenfeld (1709–1776), Abt von Ossegg
- Jan Karel Kovář (1709–1749), Freskant
- Anton Joseph Hampel (um 1710–1771), deutscher Hornist und Komponist
- Emmanuel Ernst von Waldstein (1716–1789), Bischof von Leitmeritz
- Norbert Grund (1717–1767), Maler
- Gelasius Dobner (1719–1790), Piarist und Historiker
- Anton Haffenecker (1720–1789), Architekt und Hofbaumeister
- Antonín Boll (1721–1792), Philosoph und Jesuit
- Tia Weil (1721–1805), rabbinischer Gelehrter
- Adam Franz von Hartig (1724–1783), österreichischer Diplomat
- Ferdinand Philipp Joseph von Lobkowitz (1724–1784), Musiker, Mäzen sowie 6. Fürst von Lobkowitz
- Johann Wenzel von Sporck (1724–1804), Jurist, Politiker und Theaterleiter
- Joseph Maria Karl von Lobkowitz (1725–1802), k. k. Feldmarschall, Ritter des goldenen Vließes und des Maria-Theresien-Ordens
- Franz Hiernle (1726–1773), Bildhauer und Bildschnitzer
- Leopold Wilhelm von Kolowrat-Krakowsky (1727–1809), österreichischer Minister und oberster Kanzler
- Maria Anna Sagar (1727–1805), österreichische Schriftstellerin
- Joseph Wenzel (1728–1783), Fürst zu Fürstenberg
- Eugen Wenzel von Wrbna-Freudenthal (1728–1789), Politiker während der Habsburgermonarchie
- August Anton Joseph von Lobkowitz (1729–1803), k. k. Generalmajor, österreichischer Gesandter in Madrid sowie Geheimer Rat und Obrist-Landmarschall in Böhmen
- Karl Egon I. zu Fürstenberg (1729–1786), k.k. Staatsmann, Gouverneur von Böhmen und Ritter des Goldenen Vließes
- František Xaver Brixi (1732–1771), Komponist, Organist und Kapellmeister
- Johann Nepomuk Schöpf (1733–1798), Maler und Radierer
- Joseph Thaddäus Klinkosch (1734–1778), Anatom, Chirurg und Hochschullehrer
- Franziskus von Paula Herzan von Harras (1735–1804), Kardinal der katholischen Kirche
- Jonas Jeitteles (1735–1806), Arzt
- Joseph Paul Sedeler (1735–1776), Rektor der Karlsuniversität und Domherr sowie Weihbischof in Prag
- Leopold von Clary und Aldringen (1736–1800), Justizminister in Wien
- Joseph von Kinsky (1736–1804), Feldmarschall
- Johann Aloys Gayer von Ehrenberg (1737–1818), österreichischer Jurist und Hofbeamter
- Josef Mysliveček (1737–1781), Komponist
- Johann Ignaz Palliardi (1737–1824), Baumeister und Stuckateur
- Wenzel Josef von Thun und Hohenstein (1737–1796), böhmischer Adliger aus der Familie Thun-Hohenstein, Großgrundbesitzer und österreichischer General
- Jan Jakub Quirin Jahn (1739–1802), Zeichner, Maler und Theoretiker und Historiker
- Ignác Cornova (1740–1822), Priester, Jesuit, Historiker, Pädagoge, Dichter, Aufklärer und Freimaurer
- František Kočvara (um 1740–1791), Komponist
- Franz Ernst von Schaffgotsch (1743–1809), Naturforscher und Mathematiker
- Franz Xaver Procházka (1746–1815), Maler
- Josef Bárta (1744–1787), Komponist
- Johann Nepomuk Kaňka senior (1744–1798), Jurist und Komponist
- Ludwig Kohl (1746–1821), tschechisch-österreichischer Maler, Zeichner und Radierer
- Ludovit Václav Lachnit (1746–1820), Hornist und Komponist
- Franz Hebenstreit (1747–1795), Demokrat
- Jan Stefani (um 1747–1829), polnischer Komponist
- Alexius Vincenz Parizek (1748–1822), katholischer Geistlicher und Dominikaner, Pädagoge, Schriftsteller, Musiker und Zeichner
- Johann Prokop von Schaffgotsch (1748–1813), Weihbischof von Prag
- Wenzel Dientzenhofer (1750–1805), Jesuit, Rechtsgelehrter und Geschichtsforscher
- Johann Ferdinand von Schönfeld (1750–1821), österreichischer Unternehmer, Kunstsammler und Schriftsteller

#### 1751 bis 1800
- Anna Stephanie (1751–1802), österreichische Theaterschauspielerin
- Thaddäus Ignatius Wiskotschill (1753–1795), Bildhauer
- Eleasar Fleckeles (1754–1826), Rabbiner, bedeutender Prediger und Talmudist
- Clemens Kohl (1754–1807), österreichischer Kupferstecher, Radierer und Illustrator
- Johanna Sacco (1754–1802), deutsche Schauspielerin und Tänzerin
- Johann Andreas Scherer (1755–1844), Naturforscher und Hochschullehrer
- Johann Rudolf von Sporck (1755–1806), k.k. Feldmarschall-Lieutenant
- Franz Anton von Hartig (1758–1797), österreichischer Diplomat, Historiker, Dichter und Geograph
- Joseph Prokop Freiherr von Heinke (1758–1838), österreichischer Jurist
- Johann von Klenau (1758–1819), österreichischer General
- Alois Josef Krakovský von Kolowrat (1759–1833), Erzbischof von Prag
- Karl Aloys zu Fürstenberg (1760–1799), österreichischer Feldmarschallleutnant
- Franz Christoph Neubauer (um 1760–1795), deutscher Komponist
- Bernard Václav Štiasný (1760–1835), Cellist und Komponist
- Franz Ambrosius Reuß (1761–1830), Arzt, Mineraloge und Geologe
- Kaspar Maria von Sternberg (1761–1838), Theologe, Politiker, Mineraloge und Botaniker
- Baruch Jeitteles (1762–1813), liberaler Rabbiner, Talmudgelehrter, Schriftsteller und Arzt
- Karel Ignác Thám (1763–1816), Schriftsteller, Lexikograph und Übersetzer
- Johannes Karasek (1764–1809), Anführer einer Räuberbande
- František Jan Štiasný (1764–um 1830), Cellist und Komponist
- Anton Mayer von Heldenfeld (1765–1842), k. k. Feldzeugmeister
- Václav Thám (1765–um 1816), Dichter, Schriftsteller und Schauspieler
- Johann Friedrich von Waldeck (1766–1875), französischer Antiquar, Kartograf, Maler und Forschungsreisender
- Michael Schuster (1767–1834), Jurist und Hochschullehrer
- Joseph von Wallis (1767–1818), kaiserlich österreichischer Staatsmann, u. a. Finanzminister und Ritter des goldenen Vließes
- Amadeus Wenzel Böhm (1769–1823), Kupferstecher und Illustrator
- Anton Reicha (1770–1836), Komponist, Musikpädagoge und Flötist
- Christian Christoph Clam-Gallas (1771–1838), Mäzen von Kunst und Wissenschaft
- Alois Senefelder (1771–1834), österreichisch-deutscher Schauspieler und Theaterschriftsteller
- Johann Nepomuk Kaňka junior (1772–1865), Jurist und Komponist
- Juda Jeitteles (1773–1838), österreichischer Orientalist
- Vincenc Tuček (1773–1820), Komponist
- Emanuel von Bretfeld zu Kronenburg (1774–1840), böhmischer Offizier
- Thaddäus Damm (1775–1826), Beamter während der Habsburgermonarchie
- Franz Horčička (1776–1856), Porträt- und Historienmaler
- Franz Joseph von Bretfeld-Chlumczansky (1777–1839), Jurist, Historiker, Genealoge und Schriftsteller
- Franz Anton von Kolowrat-Liebsteinsky (1778–1861), Adeliger und österreichischer Staatsmann
- Ignaz von Schönfeld (1778–1839), österreichischer Beamter, Unternehmer und Genealoge
- Nahum Trebitsch (1779–1842), mährischer Rabbiner
- Johanna zu Salm-Reifferscheidt (1780–1857), böhmische Adelige und Malerin
- Bernard Bolzano (1781–1848), katholischer Priester, Philosoph und Mathematiker
- Anton Dörfeldt (1781–1829), böhmischer Militärmusiker, der im Kaiserreich Russland wirkte
- Johann Hermann von Hermannsdorf (1781–1809), Ingenieur-Hauptmann in der österreichischen k.k. Armee
- Wolfgang Adolf Gerle (1783–1846), Schriftsteller
- Antonín Mánes (1784–1843), Maler und Zeichner
- Franz Adrian Köcher (1786–1846), Mathematiker, Pädagoge und Hochschullehrer
- František Tkadlík (1786–1840), Maler und Zeichner
- Joseph Zocchi von Morecci (1787–1880), österreichischer Generalmajor
- Franz Reindl (um 1787–1847), österreichischer Offizier
- Franz von Habermann (1788–1866), österreichischer Militärmaler
- Elise Herz (1788–1868), Mäzenin
- Franz Schlik zu Bassano und Weißkirchen (1789–1862), österreichischer General
- Franz Wilhelm Sieber (1789–1844), österreichischer Botaniker, Pflanzensammler und Forschungsreisender
- Leopold von Lämel (1790–1867), österreichischer Großhändler, Bankier und Landtagsabgeordneter
- Sebastian Willibald Schießler (1790–1867), Schriftsteller
- Jan Svatopluk Presl (1791–1849), Professor der Zoologie und Mineralogie
- Karl Anselm von Thurn und Taxis (1792–1844), württembergischer Generalmajor und Humanist
- Peter Bolzano (1793–1818), Arzt
- Gašpar Mašek (1794–1873), Komponist
- Ignaz Moscheles (1794–1870), böhmisch-österreichischer Komponist, Pianist und Musikpädagoge
- Karl Bořiwog Presl (1794–1852), Botaniker
- Karl Egon II. zu Fürstenberg (1796–1854), Vizepräsident der Ersten Kammer der Badischen Ständeversammlung
- Franz Anton von Gerstner (1796–1840), böhmisch-österreichischer Ingenieur und Eisenbahnpionier
- Moritz Rott (1796–1867), Theaterschauspieler
- Elias Altschul (1797–1865), Mediziner und Homöopath
- Wilhelm von Marsano (1797–1871), österreichischer Feldmarschallleutnant und Schriftsteller
- Franz Emil Lorenz Wimpffen (1797–1870), österreichischer General
- Josef Dessauer (1798–1876), österreichischer Pianist und Komponist
- Philipp Mayer (1798/1799–1828), Jurist, Dichter und Prinzenerzieher
- Joseph Julius Czermak (1799–1851), österreichischer Arzt, Physiologe und Anatom

### 19. Jahrhundert

#### 1801 bis 1810
- Karl Egon Ebert (1801–1882), deutsch-böhmischer Dichter
- Zacharias Frankel (1801–1875), deutscher Rabbiner
- Jan Václav Kalivoda (1801–1866), Komponist, Kapellmeister und Violinist
- Joseph Kranner (1801–1871), Dombaumeister
- Rudolf Kinsky von Wchinitz und Tettau (1802–1836), Adeliger
- Friedrich Nork (1803–1850), deutscher Schriftsteller
- Julius Wilhelm Gintl (1804–1883), österreichischer Physiker und Ingenieur
- Andreas Haase von Wranau (1804–1864), österreichisch-böhmischer Drucker, Papierfabrikant, Verleger und Politiker
- Karl Herloßsohn (1804–1849), deutscher Schriftsteller, Journalist und Enzyklopädist
- Albín Mašek (1804–1878), Komponist
- Leopold Eugen Měchura (1804–1870), Komponist
- Wilhelm Steigerwald (1804–1869), böhmisch-deutscher Industrieller
- Ferdinand I. Cavallar von Grabensprung (1805–1881), altösterreichischer Offizier und Ritter des ö. k. Leopold-Orden
- Eduard Clam-Gallas (1805–1891), österreichischer General
- Ignatz Lieben (1805–1862), österreichischer Kaufmann, Großhändler und Bankier
- Therese Peche (1806–1882), österreichische Schauspielerin
- Anton Dobrženský von Dobrženitz (1807–1869), österreichischer General
- Robert Führer (1807–1861), Kirchenmusiker und Komponist
- Josef Wenzig (1807–1876), Schriftsteller
- Carl von Hock (1808–1869), österreichischer Nationalökonom und Staatsmann
- Joachim Lederer (1808–1876), österreichischer Schriftsteller
- Johann Heinrich Loewe (1808–1892), böhmischer Philosoph und Hochschullehrer
- Maria Sargany (1808–1862), Theaterschauspielerin
- Andreas Fortner (1809–1862), Silberschmied, Maler, Lithograf und Ziseleur
- Sophie zu Löwenstein-Wertheim-Rosenberg (1809–1838), Prinzessin und regierende Fürstin des Fürstentums Reuß
- Johann Wilhelm Helfer (1810–1840), Naturforscher
- Anton Kratky-Baschik (1810–1889), Zauberkünstler und Schausteller
- Karel Hynek Mácha (1810–1836), Dichter

#### 1811 bis 1820
- Ignaz Kuranda (1811–1884), österreichischer Publizist und Politiker
- Jakub Malý (1811–1885), Historiker, Schriftsteller und Journalist
- Karl Fritsch (1812–1879), österreichischer Geophysiker und Meteorologe
- Ignác Jan Hanuš (1812–1869), Slawist und Philosoph
- Friedrich Kolenati (1812–1864), österreichischer Mediziner, Naturforscher und Mäzen
- Eduard Pleschner von Eichstett (1812–1864), österreichischer Kaufmann
- Karl Brosche (1813–1866), österreichisch-böhmischer Kaufmann, Fabrikant und Politiker
- Alexander von Koller (1813–1890), k.u.k. General der Kavallerie
- Karel Sabina (1813–1877), Demokrat, Publizist, Schriftsteller und Literaturkritiker
- Karl von Auersperg (1814–1890), Politiker
- Romuald Božek (1814–1899), Erfinder und Konstrukteur
- Isaak Jeitteles (1814–1857), österreichischer Schriftsteller
- Guttmann Gumpel Klemperer (1815–1884), böhmischer Rabbiner
- Joseph Neumann (1815–1878), böhmischer Richter und Numismatiker
- Josef Hrabě (1816–1870), Kontrabassist
- Franz Kiderle (1816–1884), Gutsbesitzer, Notar und Abgeordneter zum Österreichischen Abgeordnetenhaus
- Jenny Lutzer (1816–1877), österreichische Sopranistin
- Eduard Hölzel (1817–1885), Buchhändler und Verleger
- Amalie Mánesová (1817–1883), Malerin und Zeichnerin
- Leopold Hasner von Artha (1818–1891), böhmisch-österreichischer Jurist und Politiker
- Joseph Hasner von Artha (1819–1892), deutscher Augenarzt
- Václav František Červený (1819–1896), Instrumentenbauer und Musiker
- Eduard Gundling (1819–1905), Professor
- David Kuh (1819–1879), deutsch-böhmischer Journalist und Politiker
- Auguste von Littrow (1819–1890), deutsch-österreichische Schriftstellerin und Frauenrechtlerin
- Simon von Winterstein (1819–1883), österreichischer Unternehmer und Politiker
- Marie Bayer-Bürck (1820–1910), österreichische Theaterschauspielerin
- Carl Brühl (1820–1899), österreichischer Mediziner und Zoologe
- Joseph Alexander von Helfert (1820–1910), österreichischer Politiker und Historiker
- Josef Mánes (1820–1871), Maler

#### 1821 bis 1830
- Bedřich Havránek (1821–1899), Maler, Zeichner und Illustrator
- Adalbert Theodor Michel (1821–1877), Rechtswissenschaftler, Politiker und Hochschullehrer
- Charlotte Piepenhagen (1821–1902), Landschaftsmalerin
- Friedrich Wilhelm von Scanzoni (1821–1891), deutscher Gynäkologe
- Friedrich Tempsky (1821–1902), österreichisch-böhmischer Buchhändler, Verleger und Politiker
- Wilhelm Fridolin Volkmann (1821–1877), österreichischer Philosoph und Psychologe
- Heinrich Wankel (1821–1897), Arzt, Prähistoriker und Speläologe
- Adalbert Blecha (1822–1870), Violinist und Musikpädagoge
- Eduard Bruna (1822–1899), Historiker
- František Čermák (1822–1884), Maler und Hochschullehrer
- Jindřich Fügner (1822–1865), Kaufmann und Sportfunktionär
- Friedrich von Müller (1822–1892), Feldmarschalleutnant der K.u.k.-Armee
- Franz Schürer (1822–1886), Landwirt und Abgeordneter zum Österreichischen Abgeordnetenhaus
- Ignaz Ullmann (1822–1897), Architekt des Historismus
- Eduard Wiener von Welten (1822–1886), österreichischer Großhändler und Bankier
- Emanuel von Ringhoffer I. (1823–1903), österreichischer Techniker und Architekt
- Adalbert Duchek (1824–1882), österreichischer Internist und Pathologe
- Aloysia Krebs-Michalesi (1824–1904), deutsche Opernsängerin
- Karl Krticzka von Jaden (1824–1885), Polizeipräsident
- Ferdinand Lepié (1824–1883), österreichischer Landschafts- und Historienmaler
- Therese Mirani (1824–1901), österreichische Kunsthandwerkerin
- Johann Michael von Schary (1824–1881), österreichisch-böhmischer Brauer, Unternehmer und Politiker
- Robert von Zimmermann (1824–1898), Ästhetiker und Schriftsteller
- Josef Čapek (1825–1915), Komponist
- Joseph Czermak (1825–1872), Psychiater
- Eduard Hanslick (1825–1904), österreichischer Musikästhet
- Salomon Kohn (1825–1904), österreichischer Schriftsteller
- August von Pelzeln (1825–1891), österreichischer Ornithologe
- Julius Schulhoff (1825–1899), österreichischer Pianist und Komponist
- Anton Springer (1825–1891), deutscher Kunsthistoriker
- Miloslav Könnemann (1826–1890), Kapellmeister, Orchesterleiter und Komponist
- Vojtěch Náprstek (1826–1894), Philanthrop, Ethnologe und Buchhändler
- Leopold Stephan (1826–1890), Landschaftsmaler
- Anton von Schönfeld (1827–1898), österreichischer Militär
- Johann Nepomuk Czermak (1828–1873), Physiologe
- Gustav Ritter von Epstein (1828–1879), österreichischer Industrieller und Bankier
- Julius Gundling (1828–1890), deutscher Schriftsteller
- Fanny Janauschek (1828–1904), österreichische Schauspielerin
- Quido Mánes (1828–1880), Maler
- Moritz Brosch (1829–1907), österreichischer Neuzeithistoriker und Journalist
- Boguslaw Chotek von Chotkow (1829–1896), Diplomat
- Josef Václav Frič (1829–1890), Schriftsteller, Journalist und Politiker
- Anton Gindely (1829–1892), Historiker
- Johann Rittig (1829–1885), US-amerikanischer Journalist
- Ferdinand Artmann (1830–1883), österreichischer Militärarchitekt und Lebensmittelchemiker
- Jaroslav Čermák (1830–1878), Maler
- Franz Duschek (1830–1884), Fotograf
- Karel Habětínek (1830–1915), Rechtsanwalt, Hochschullehrer, Beamter, Richter und Politiker
- Karolína Světlá (1830–1899), Schriftstellerin

#### 1831 bis 1840
- Eduard Bachmann (1831–1880), Oboist, Opernsänger und Intendant
- Josef Salomon Federn (1831–1920), österreichischer Internist
- Johann Nave (1831–1864), Botaniker
- W. A. Rémy (Geburtsname Wilhelm Mayer, 1831–1898), Komponist und Musiker
- Rudolf Chotek von Chotkow (1832–1894), österreichischer Politiker
- Wilhelmine Clauss-Szarvady (1832–1907), böhmisch-französische Pianistin
- Ferdinand Laub (1832–1875), Geiger und Komponist
- Hugo Karl zu Salm-Reifferscheidt-Raitz (1832–1890), österreichisch-mährischer Großgrundbesitzer, Politiker und Industrieller
- Josef Zítek (1832–1909), Architekt
- Josef Barák (1833–1883), Politiker, Journalist und Dichter
- Raoul von Dombrowski (1833–1896), österreichischer Forstwissenschaftler
- Jindřich Eckert (1833–1905), Fotograf
- Vilém Blodek (1834–1874), Komponist
- Ladislav Josef Čelakovský (1834–1902), Botaniker
- Josef Löw (1834–1886), Komponist, Organist, Pianist und Klavierpädagoge
- Jan Neruda (1834–1891), Journalist, Dichter und Schriftsteller
- Karl Albert Max Balling (1835–1896), österreichischer Chemiker und Hüttenmann
- Jakob B. Brandeis (1835–1912), Verleger
- Anna Dietz, verheiratete Beyer (1835–1926), Schauspielerin
- Vincenz Tobisch (1835–1891), Bergbauingenieur
- Leopold Winterberg (1835–1912), Rabbiner in Žižkov
- Marie Proksch (1836–1900), Pianistin und Komponistin
- Wilhelm Steinitz (1836–1900), österreichisch-amerikanischer Schachspieler
- August Weber (1836–1903), Architekt
- Samuel Siegfried Karl von Basch (1837–1905), österreichischer Arzt, Pathologe und Physiologe
- Eduard von Hofmann (1837–1897), österreichischer Mediziner
- Heinrich Porges (1837–1900), tschechisch-österreichisch-deutscher Chorleiter und Musikkritiker
- Emil David von Rhonfeld (1837–1918), k.u.k. General und Statthalter des Königreichs Dalmatien
- Karel Bendl (1838–1897), Komponist
- Maximilian von Groller-Mildensee (1838–1920), österreichischer Berufsoffizier, Provinzialrömischer Archäologe und Mappierungsunterdirektor
- Anton Karl Grünwald (1838–1920), Mathematiker
- Friedrich von Kleinwächter (1838–1927), österreichischer Nationalökonom
- Friedrich Lippmann (1838–1903), Kunsthistoriker und Museumsleiter
- Victor Puhonny (1838–1909), deutscher Landschaftsmaler
- Václav Frič (1839–1916), Naturalienhändler
- Wilhelm Klemperer (1839–1912), deutscher Reformrabbiner
- Otto Polak (1839–1916), deutscher Jurist und Landwirt, Abgeordneter zum Reichsrat
- Johann Stüdl (1839–1925), Kaufmann
- Jakub Arbes (1840–1914), Journalist und Schriftsteller
- Victor von Boos zu Waldeck (1840–1916), Komponist, Übersetzer und Mäzen
- Alois Kirnig (1840–1911), Landschaftsmaler
- Gabriel von Max (1840–1915), Maler
- Karl von Schönborn (1840–1908), österreichischer Politiker und Großgrundbesitzer
- Josef Schulz (1840–1917), Architekt und Designer
- Eduard Tobisch (1840–1927), Jurist und k.k. Hofrat
- Emanuel Züngel (1840–1894), Lyriker, Dramatiker, Librettist und Übersetzer

#### 1841 bis 1850
- Adolf Exner (1841–1894), österreichischer Jurist und Rechtsprofessor
- Gandolf Kuenburg (1841–1921), Jurist und Abgeordneter zum Österreichischen Abgeordnetenhaus
- Theodor von Oppolzer (1841–1886), österreichischer Astronom
- Alfred Pribram (1841–1912), Internist
- Heinrich Thalboth (1841–1896), österreichischer Schauspieler, Regisseur und Dramatiker
- Julius Zeyer (1841–1901), Schriftsteller, Dichter und Dramaturg
- Karl Exner (1842–1914), österreichischer Mathematiker und Physiker
- Franz Ruben (1842–1920), österreichischer Historien-, Genre- und Landschaftsmaler
- Eduard Schmitt (1842–1913), Bauingenieur und Hochschullehrer
- Michael Haubtmann (1843–1921), deutscher Landschaftsmaler
- August Pleschner von Eichstett (1843–1908), österreichischer Rechtsanwalt und Schriftsteller
- David Popper (1843–1913), Cellist und Komponist
- Bertha von Suttner (1843–1914), österreichische Pazifistin, Friedensforscherin und Schriftstellerin
- Josef von Witt (1843–1887), deutscher Sänger (Tenor)
- Auguste Auspitz-Kolár (1844–1878), österreichisch-böhmische Pianistin und Komponistin
- Otto Bondy (1844–1928), österreichischer Industrieller und Kunstsammler
- Emanuel Engel (1844–1907), Arzt und Politiker
- Sophie von Herget-Dittrich (1844–1925), deutsche Pianistin und Präsidentin des Klubs deutscher Künstlerinnen in Prag
- Markus Joß (1844–1922), Wäschefabrikant
- Franziskus von Paula Schönborn (1844–1899), Kardinal sowie Bischof von Budweis und Erzbischof von Prag
- Mathilde Prager (1844–1921), Literaturwissenschaftlerin, Erzählerin und Übersetzerin
- Otto Přibram (1844–1917), deutschsprachiger Jurist und Präsident der Arbeiter-Unfall-Versicherungs-Anstalt in Prag
- Josef Řebíček (1844–1904), Violinist und Dirigent
- Franz von Ringhoffer (1844–1909), österreichischer Industrieller, Großgrundbesitzer, Bankier, Politiker, Kunstsammler und Philanthrop
- Zdenko Schubert von Soldern (1844–1922), deutsch-böhmischer Kunsthistoriker, Architekt, Architekturtheoretiker und Hochschullehrer
- Joseph Maria Baernreither (1845–1925), österreichischer Politiker
- Philipp Hess (1845–1919), österreichischer Offizier und Militärtechniker
- Viktor von Kraus (1845–1905), österreichischer Historiker, Pädagoge und Politiker
- Hermann Roskoschny (1845–1896), deutscher Schriftsteller und Verleger
- Bertha von Grab (1846–1907), Landschaftsmalerin
- Aloys von Liechtenstein (1846–1920), österreichischer Politiker und Sozialreformer
- Julie Basta (1847–1899), deutsche Opernsängerin
- Reginald Czermack (1847–1929), österreichischer Unternehmer und Feuerwehrpionier
- Victor Hecht (1847–1904), österreichischer Jurist und Alpinist
- Eliška Krásnohorská (1847–1926), Schriftstellerin
- Richard Pribram (1847–1928), österreichischer Chemiker
- Franz von Thun und Hohenstein (1847–1916), österreichischer Politiker
- Hans Eppinger senior (1848–1916), österreichischer Mediziner
- Alexander Kisch (1848–1917), Rabbiner
- Alfred Klaar (1848–1927), Literaturhistoriker, Journalist und Schriftsteller
- Heinrich Klutschak (1848–1890), Abenteurer, Autor, Zeichner und Polarforscher
- Adolf Krössing (1848–1933), österreichischer Opernsänger
- Adolf Láng (1848–1913), ungarischer Architekt
- Siegfried Popper (1848–1933), österreichischer Schiffsingenieur
- Josef Václav Myslbek (1848–1922), Bildhauer
- Emil Weyr (1848–1894), österreichischer Mathematiker
- Otto Kahler (1849–1893), österreichischer Arzt
- Napoleon Manuel Kheil (1849–1923), Schulleiter und Entomologe
- Albert von Koller (1849–1942), General der Infanterie der österreichisch-ungarischen Streitkräfte
- Ludwig Milde (1849–1913), Fagottist, Komponist und Hochschullehrer
- Josef Boleslav Pecka (1849–1897), Journalist und Dichter
- Theodor von Taussig (1849–1909), österreichischer Bankfachmann
- Oswald von Thun und Hohenstein (1849–1913), böhmisch-österreichischer Großgrundbesitzer, Industrieller und Politiker
- František Ženíšek (1849–1916), Historien-, Porträtmaler und Hochschullehrer
- Paul d’Abrest (1850–1893), österreichischer Schriftsteller und Journalist
- Auguste Hauschner (1850/52–1924), Schriftstellerin
- Josef Herold (1850–1908), Rechtsanwalt und Politiker
- Franz Hofmeister (1850–1922), Biochemiker
- Irma Komlósy (1850–1919), Malerin
- Karl Komzák junior (1850–1905), österreich-tschechischer Komponist
- Alexander Mell (1850–1931), österreichischer Verwaltungsbeamter und Lehrer
- Robert Pohl (1850–1926), österreichischer Schriftsteller
- Antonín Popp (1850–1915), Bildhauer
- Hans Sitt (1850–1922), böhmisch-deutscher Komponist
- Zdenko Hans Skraup (1850–1910), böhmisch-österreichischer Chemiker

#### 1851 bis 1860
- Carl Josef Alois Bourdet (1851–1928), böhmisch-deutscher Kunstmaler und Aquarellist
- Emanuel Chvála (1851–1924), Komponist und Musikschriftsteller
- Emanuel Czuber (1851–1925), österreichischer Mathematiker
- Wilhelm Fischel (1851–1910), deutscher Gynäkologe
- Moritz Loewit (1851–1918), österreichischer Pathologe und Hochschullehrer
- Ladislav Rott (1851–1906), Firmengründer V. J. Rott auf dem Kleinen Ring in Prag
- Alfred III. zu Windisch-Grätz (1851–1927), österreichischer Politiker
- Alfons Wertmüller (1852–1916), Baumeister
- Victor Adler (1852–1918), österreichischer Politiker
- Friedrich von Georgi (1852–1926), k.k. Landesverteidigungsminister und Generaloberst
- Alfred Grünfeld (1852–1924), österreichischer Pianist, Komponist und Musikpädagoge
- Marie Kirschner (1852–1931), deutsch-tschechische Malerin und Glasgestalterin
- Richard von Schubert-Soldern (1852–1924), österreichischer Philosoph
- Sigmund Adler (1853–1920), österreichischer Rechtshistoriker und Hochschullehrer
- Ferdinand Blumentritt (1853–1913), österreichischer Ethnograph, Lehrer und Gymnasialdirektor
- Ottokar von Chiari (1853–1918), österreichischer Laryngologe
- Hermine Laukota (1853–1931), deutsch-böhmische Malerin und Grafikerin
- Teréza Nováková (1853–1912), Schriftstellerin
- Artur Bylandt-Rheidt (1854–1915), österreichischer Politiker
- Karl Kautsky (1854–1938), deutsch-tschechischer Philosoph und Politiker
- Ludwig Metzl (1854–nach 1917), Werbeunternehmer und Zeitschriftenherausgeber
- Adolf Odkolek von Újezd (1854–1917), Waffentechniker und k.u.k. Offizier
- Ossip Schubin (1854–1934), Schriftstellerin
- Joseph Miroslav Weber (1854–1906), Komponist, Geiger und Organist
- Friedrich Johann Karl Becke (1855–1931), Mineraloge und Petrograph
- Bohuslav Brauner (1855–1935), Chemiker
- Eduard Fiala (1855–1924), Bauingenieur, Geschäftsmann, Landschaftsarchitekt, Numismatiker, Kunstsammler und Kurator am Nationalmuseum in Prag
- Heinrich Grünfeld (1855–1931), österreichischer Cellist, Komponist und Musikpädagoge
- Jakob Schikaneder (1855–1924), Maler
- Ernest Finger (1856–1939), österreichischer Dermatologe
- Ernst Hruza (1856–1909), Rechtshistoriker
- Paul Kestranek (1856–1929), österreichischer Militär
- Ferdinand Lachner (1856–1910), Geiger und Musikpädagoge
- Robert Raudnitz (1856–1921), Pädiater
- Jaro Springer (1856–1915), deutscher Kunsthistoriker
- Heinrich Teweles (1856–1927), jüdischer Schriftsteller, Theaterkritiker, Chefredakteur und Theaterleiter
- Fritz Kautsky (1857–1936), deutscher Bühnentechniker und Theaterausstatter
- František Ondříček (1857–1922), Geiger und Komponist
- Hugo Popper (1857–1910), Musikliebhaber und Industrieller
- Max von Portheim (1857–1937), österreichischer Geschichtsforscher und Sammler
- Friedrich Reinitzer (1857–1927), österreichischer Botaniker, Chemiker und Entdecker
- Leopold Steiner (1857–1927), Zimmermaler und christlich-sozialer Politiker
- Helena Emingerová (1858–1943), Malerin, Grafikerin und Illustratorin
- Ludwig Außerwinkler (1859–1933), deutscher Universitätsprofessor
- Josef Bohuslav Foerster (1859–1951), Komponist
- August Jaksch von Wartenhorst (1859–1932), böhmisch-österreichischer Archivar, Historiker und Numismatiker
- Heinrich Kautsch (1859–1943), österreichischer Bildhauer und Medailleur
- Wenzel von Wurm (1859–1921), Generaloberst der österreichisch-ungarischen Armee
- Zdenko von Forster zu Philippsberg (1860–1922), böhmisch-österreichischer Politiker
- Franz Leopold von Sternberg (1680–1745), Adliger und Staatsmann

#### 1861 bis 1870
- Johann Hermann Bauer (1861–1891), österreichischer Schachmeister
- Julius Pohl (1861–1942), deutscher Pharmakologe und Biochemiker
- Tonia von Procházka (1861–1945), Wohltäterin und Präsidentin des Klubs deutscher Künstlerinnen in Prag
- Hugo Rex (1861–1936), österreichischer Arzt
- Ernestine Schumann-Heink (1861–1936), österreichisch-US-amerikanische Altistin
- Eduard Hula (1862–1902), österreichischer klassischer Archäologe
- Heinrich Kraus von Elislago (1862–1932), österreichischer Feldmarschallleutnant
- Susanne Pilz, verheiratete Rée-Pilz (1862–1937), österreichische Pianistin, Klavierlehrerin und Sängerin
- Josef Steiner (1862–1912), Politiker, Journalist und Gewerkschafter
- Karel Weis (1862–1944), Komponist und Musiker
- Friedrich Kaskeline (1863–1938), Maler
- Heinrich Tomec (1863–1928), österreichischer Landschaftsmaler und Illustrator
- Anton Karl Wüst (1863–1932), österreichischer Druckereibesitzer und Politiker
- Arnold Brinz (1863–1925), Verwaltungsjurist und Bezirksamtmann in Ansbach
- Ferdinand Bloch-Bauer (1864–1945), österreichisch-tschechischer Zuckerfabrikant und Kunstliebhaber
- Ladislav František Čelakovský (1864–1916), Botaniker und Mykologe
- Adolf Černý (1864–1952), Poet und Publizist
- Rudolph von Procházka (1864–1936), Jurist, Komponist und Musikschriftsteller
- Friedrich Reiß (1864–1934), österreichischer Politiker
- Zikmund Winter (1846–1912), Schriftsteller und Historiker
- Antonín Čížek (1865–1897), Politiker
- Luděk Marold (1865–1898), Maler und Graphiker
- Antonín Podlaha (1865–1932), Theologe und Priester der römisch-katholischen Kirche, Archäologe, Kunsthistoriker und außerordentlicher Professor der Karls-Universität zu Prag
- Alois Samohrd (1865–1917), Zivilgeometer und Bauingenieur
- Josef Vajs (1865–1959), katholischer Priester
- Julius Jüthner (1866–1945), österreichischer klassischer Philologe und Archäologe
- Wilhelm Junk (1866–1942), Antiquar, Verleger, Insektenkundler und Bibliograf
- Bohuslav Dvořák (1867–1951), Maler
- Ferdinand Engelmüller (1867–1924), Landschafts- und Architekturmaler sowie Grafiker
- Karel Mašek (1867–1922), Dichter
- Karel Navrátil (1867–1936), Komponist
- Siegfried Reginald Wolf (1867–1951), österreichischer Schachmeister
- Richard Batka (1868–1922), österreichischer Musikwissenschaftler, -kritiker und Librettist
- Friedrich Czapek (1868–1921), Botaniker und Hochschullehrer
- Rudolf Fürst (1868–1922), österreichischer Germanist und Literaturhistoriker
- Václav Hladík (1868–1913), Schriftsteller, Journalist und Übersetzer
- Ludwig Mach (1868–1951), Erfinder
- Ludwig Pollak (1868–1943), österreichisch-tschechoslowakischer Klassischer Archäologe und Kunsthändler
- Heinrich Ferdinand Schöppl (1868–1924), österreichischer Offizier der k.u.k. Armee und Archivar
- Albert Hacke (1869–1952), österreichischer Musikschriftsteller, Redakteur, Dichter und Komponist
- Camilla Hirsch, geb. Wolf (1869–1948), Holocaustüberlebende, Autorin Tagebuch aus Theresienstadt
- Arnošt Hofbauer (1869–1944), Maler, Grafiker und Illustrator
- Victor Joß (1869–1942), österreichischer Musikwissenschaftler, Übersetzer, Journalist, Pianist und Komponist
- Leopold Kramer (1869–1942), österreichischer Schauspieler
- Bertha Lauterer (1869–1936), Sängerin
- Viktor Lieblein (1869–1939), deutscher Chirurg
- Ludwig Polzer-Hoditz (1869–1945), österreichischer Offizier, Gutsbesitzer, Anthroposoph und Publizist
- Alfred Fuchs (1870–1927), österreichischer Neurologe und Psychiater
- Heinrich Hilgenreiner (1870–1953), Chirurg und Orthopäde
- Olga Kopetzky (1870–1928), deutsch-böhmische Malerin und Illustratorin
- Hans Oberländer (1870–1942), Stummfilmregisseur
- Emil Orlik (1870–1932), Maler, Grafiker, Fotograf und Kunsthandwerker
- Ladislav Šaloun (1870–1946), Bildhauer
- Antonín Slavíček (1870–1910), Maler
- Eduard Wagner (1870–1913), Maschineningenieur, Bergsteiger und Ballonfahrer

#### 1871 bis 1880
- Rudolf Czapek (1871–1935), Maler und Kunsttheoretiker
- Olga Engl (1871–1946), österreichische Schauspielerin
- Jaro Fürth (1871–1945), österreichischer Schauspieler
- Jiří Karásek ze Lvovic (1871–1951), Vertreter und Anhänger der Décadence
- Arthur Mahler (1871–1916), österreichisch-tschechischer Kunsthistoriker, Klassischer Archäologe und Politiker
- Josef Skružný (1871–1948), satirischer Schriftsteller, Bühnen- und Drehbuchautor
- Emilián Trolda (1871–1949), Musikhistoriker
- Adolph Wiesner (1871–1942), Maler
- Julius Fučík (1872–1916), Komponist und Kapellmeister
- Karel Hoffmann (1872–1936), Geiger und Musikpädagoge
- Oskar Kraus (1872–1942), Philosoph
- Otto Pohl (1872–1941), Journalist, Publizist, Politiker und Botschafter
- Anna Auředniček (1873–1957), Schriftstellerin, Übersetzerin, tschechisch-österreichisch-deutsche Kulturvermittlerin und Aktivistin der Frauenbewegung
- Rudolf Charousek (1873–1900), ungarischer Schachmeister
- Jan Janský (1873–1921), Arzt, Psychiater und Neurologe
- Adolf Stark (1873–1943), böhmisch-österreichischer Dichter, Schriftsteller, Arzt, Politiker und Freimaurer
- Georg August Wagner (1873–1947), deutscher Gynäkologe und Geburtshelfer
- Oskar Wiener (1873–1944), deutsch-tschechoslowakischer Autor
- František Erben (1874–1942), Kunstturner
- Karl Erbe (1874–1946), Abgeordneter des Provinziallandtages der Provinz Hessen-Nassau
- František Erben (1874–1942), Kunstturner, Weltmeister
- Hans Fahrni (1874–1939), Schweizer Schachmeister
- Karel Hlaváček (1874–1898), Dichter und Kunstmaler
- Karel Pelant (1874–1925), Journalist
- Robert Robitschek (1874–1967), Dirigent, Komponist und Musikpädagoge
- Oskar Brugnak (1875–1928), österreichischer Bundesbahninspektor und Politiker
- Antonín Vojtěch Horák (1875–1910), Komponist und Dirigent
- Wolfgang Neff (1875–1939), österreichischer Schauspieler, Theater- und Filmregisseur
- Stanislav Kostka Neumann (1875–1947), Dichter
- Rainer Maria Rilke (1875–1926), Lyriker
- Hedda Sauer (1875–1953), deutsche Dichterin und Übersetzerin
- Josef Adolf Bondy (1876–1946), Journalist, Schriftsteller, Kritiker, Chefredakteur und Herausgeber
- Heinrich Mache (1876–1954), österreichischer Physiker
- Henrik Moor (1876–1940), deutsch-österreichischer Porträt- und Landschaftsmaler
- Otto Peterka (1876–1945), Rechtshistoriker
- Marie Zdeňka Baborová-Čiháková (1877–1937), Botanikerin und Zoologin
- Ernestine von Fürth (1877–1946), Frauenvereins-Vorsitzende, Herausgeberin der Zeitschrift für Frauenstimmrecht
- Friedrich F. G. Kleinwächter (1877–1959), österreichischer Jurist und Autor
- Felix Lederer (1877–1957), österreichischer Musiker und Dirigent
- Elsa Lewinsky (1877–?), österreichische Schauspielerin und Opernsängerin
- Emanuel Lešehrad (1877–1955), Schriftsteller, Dichter, Literaturkritiker und Übersetzer
- Karl Eman Pribram (1877–1973), österreichischer Wirtschaftswissenschaftler
- Olly Schwarz (geborene Olga Frankl 1877–1960), österreichische Frauenrechtlerin und Pädagogin
- Emmerich Teuber (1877–1943), Gründer des Österreichischen Pfadfinderbundes
- Alfred Weiner (1877–1954), ungarisch-amerikanischer Filmpublizist und Verleger
- Karl Wilhelm Wolf-Czapek (1877–1913), Autor, Redakteur und Fotograf
- Edwin Plimpton Adams (1878–1956), Physiker
- Paul Adler (1878–1946), deutscher Schriftsteller
- Arnošt Czech Czechenherz (1878–1951), Schriftsteller, Poet, Dramatiker und Übersetzer
- Ema Destinová (1878–1930), Opernsängerin
- Paul Frankl (1878–1962), deutscher Kunsthistoriker
- Victor Hadwiger (1878–1911), Schriftsteller
- František Hirsch (1878–1971), Bahnradfahrer, Olympiateilnehmer
- Otto Kahler (1878–1946), österreichischer Hals-Nasen-Ohrenarzt, Laryngologe und Hochschullehrer
- Paul Leppin (1878–1945), Schriftsteller
- Hayo Tjarks Oltmanns (1878–1907), Gebrauchsgraphiker und Illustrator
- Oswald Richter (1878–1955), österreichischer Botaniker
- Rudolf Růžička (1878–1957), Semitist und Arabist
- Hans Eppinger junior (1879–1946), österreichischer Internist
- Hugo Freund (1879–1942), Unternehmer
- Rudolf Friml (1879–1972), US-amerikanischer Pianist und Komponist
- Grete Meisel-Heß (1879–1922), österreichische Schriftstellerin
- Otakar Ostrčil (1879–1935), Komponist und Dirigent
- Egon Pollak (1879–1933), Dirigent, Generalmusikdirektor
- Ernst August Pribram (1879–1940), österreichischer Pathologe und Biochemiker
- Elsa Reich (1879–nach 1913), Opernsängerin
- Hans Rotky (1879–1965), österreichisch-tschechoslowakischer Mediziner und Hochschullehrer
- Wilhelm Teuber-Weckersdorf (1879–1968), Erfinder des Pfadfindertums
- Hans Winterstein (1879–1963), deutscher Physiologe
- Walter Bondy (1880–1940), Maler, Galerist, Kunstsammler und -kritiker
- Karl Forchheimer (1880–1959), österreichischer Ökonom und Ministerialbeamter
- August Geßner (1880–1944), Hochschullehrer
- Emil Králík (1880–1946), Architekt
- Jan Kubelík (1880–1940), Violinist und Komponist
- Rudolf Leidler (1880–1938), Oto-Rhino-Laryngologe
- Hugo Steiner-Prag (1880–1945), österreichisch-deutscher Illustrator, Buchgestalter und Pädagoge
- Hans Tietze (1880–1954), österreichischer Kunsthistoriker
- Max Wertheimer (1880–1943), Haupt-Begründer der Gestaltpsychologie bzw. der Gestalttheorie

#### 1881 bis 1890

##### 1881
- Richard Bienert (1881–1949), Politiker
- Hugo Braun (1881–1963), deutscher Mediziner und Mikrobiologe
- Wlastimil Hofman (1881–1970), polnischer Maler
- Bruno Kafka (1881–1931), Jurist und Abgeordneter
- Hans Kelsen (1881–1973), Rechtswissenschaftler
- Hugo Přibram (1881–1943), österreichischer Arzt und Pathologe
- Iwa Raffay (1881–1948), Schauspielerin, Regisseurin, Filmproduzentin und Drehbuchautorin
- Josef Suttner (1881–1974), Hornist
- Quido Vetter (1881–1960), Mathematikhistoriker und Hochschullehrer

##### 1882
- Arthur Chitz (1882–1944), Musikwissenschaftler, Pianist und Komponist
- Felix Cornu (1882–1909), österreichischer Mineraloge und Petrograph
- Alberto Vojtěch Frič (1882–1944), Kakteen- und Pflanzensammler
- Pavel Janák (1882–1956), Architekt
- Eugen von Kahler (1882–1911), Maler, Grafiker und Dichter
- Rudolf Laun (1882–1975), österreichisch-deutscher Völkerrechtler, Rechtsphilosoph und Pazifist
- Leo Perutz (1882–1957), österreichischer Schriftsteller
- Robert Reich (1882–1944), österreichischer Filmschaffender, Publizist und Verbandsfunktionär
- Malva Schalek (1882–1944), Malerin
- Lothar Wallerstein (1882–1949), US-amerikanischer Regisseur, Dirigent und Operndirektor
- Ignaz Michael Welleminsky (1882–1942), österreichischer Textdichter und Librettist
- Wolfgang von Wersin (1882–1976), deutscher Architekt und Designer

##### 1883
- Walter Altschul (1883–1942), Röntgenologe und Opernsänger
- Samuel Hugo Bergman (1883–1975), Philosoph, Schriftsteller und Bibliothekar
- Ludwig Berwald (1883–1942), österreichischer Mathematiker
- Erich Frank (1883–1949), deutscher Philosophiehistoriker
- Jaroslav Hašek (1883–1923), Schriftsteller
- Jaroslav Hainz (1883–~1916), böhmischer Tennisspieler
- Hugo Hecht (1883–1970), US-amerikanischer Dermatologe und Venerologe
- Otto Horpynka (1883–1938), Politiker und Abgeordneter der deutschen Minderheit im tschechoslowakischen Abgeordnetenhaus
- Franz Kafka (1883–1924), Schriftsteller
- Paul Kisch (1883–1944), Journalist und Literaturkritiker
- Oswald von Krobshofer (1883–1960), deutscher Maler, Graphiker, Radierer und Schachkomponist
- Ladislaus Kurpiel (1883–1930), österreichischer Fußballspieler
- Oskar Pollak (1883–1915), Kunsthistoriker
- Emmerich Rath (1883–1962), deutsch-böhmischer Allround-Sportler
- Karl von Terzaghi (1883–1963), Begründer der modernen, wissenschaftlichen Bodenmechanik
- Rudolf Vejtruba (1883–1954), Radrennfahrer

##### 1884
- Paul Amann (1884–1958), österreichischer Schriftsteller und Übersetzer
- Franz Bacher (1884–1945), Jurist und Parlamentsabgeordneter
- Pavel Bořkovec (1894–1972), Komponist
- Marianne Bratt (1884–1951), deutsche Schauspielerin
- Max Brod (1884–1968), Schriftsteller, Übersetzer und Komponist
- Georg Jilovsky (1884–1958), Grafiker und Künstler
- Josef Gruss (1884–1968), Sportler und Sportfunktionär
- František Xaver Naske (1884–1959), Maler, Dekorateur und Illustrator
- Ladislav Prokeš (1884–1966), Schachspieler und Studienkomponist
- Otakar Vindyš (1884–1949), Tennis-, Bandy- und Eishockeyspieler
- Felix Weltsch (1884–1964), Journalist, Schriftsteller, Philosoph und Bibliothekar
- Wilhelm Winkler (1884–1984), österreichischer Statistiker und Demograph

##### 1885
- Pavel Dědeček (1885–1954), Dirigent und Musikpädagoge
- Karel Hartmann (1885–1944), Eishockeyspieler
- Erich von Kahler (1885–1970), deutscher Schriftsteller, Kulturphilosoph und Soziologe
- Egon Erwin Kisch (1885–1948), Schriftsteller, Journalist und Reporter
- Adolf Kob (1885–1945), deutscher SA-Obergruppenführer
- Eugen Fürst zu Oettingen-Wallerstein (1885–1969), deutscher Politiker
- Stanislav Ondříček (1885–1953), Geiger und Musikpädagoge
- Egon Ewald Pribram (1885–1963), österreichischer Arzt
- Rely Ridon (1885–1968), Theater- und Stummfilmschauspielerin
- Maximilian Rosenberg (1885–1969), deutscher Arzt, Schriftsteller, Musik- und Theaterkritiker

##### 1886
- Else Bergmann (1886–1969), deutschsprachige Pharmakologin, Publizistin und zionistische Aktivistin
- Miloslav Fleischmann (1886–1955), Eishockeyspieler
- Friedrich von Franz (1886–1945), Politiker
- Robert Haas (1886–1960), österreichischer Musikwissenschaftler und Dirigent
- Jindřich Hořejší (1886–1941), Dichter und Übersetzer
- Bogia Horska (1886–nach 1943), böhmisch-österreichische Operettensängerin und Schauspielerin
- Otto Lederer (1886–1965), US-amerikanischer Schauspieler und Filmregisseur
- Jan Masaryk (1886–1948), Politiker
- Paul Schwarzkopf (1886–1970), österreichischer Erfinder und Industrieller
- Emil von Skramlik (1886–1970), deutscher Physiologe
- Wilhelm Weizsäcker (1886–1961), Jurist und Rechtshistoriker

##### 1887
- Karl Arnstein (1887–1974), Ingenieur
- Karl Brunner (1887–1965), österreichischer Anglist und Rektor
- Josef Bunzl (1887–1937), tschechisch-deutscher Schauspieler
- Jarmila Hašková (1887–1931), Journalistin, Prosaistin und Ehefrau von Jaroslav Hašek
- Fritz Horn (1887–1974), österreichischer Schauspieler
- Alma Johanna Koenig (1887–1942), österreichische Lyrikerin und Erzählerin
- Mizzi Parla (1887–1957), österreichische Soubrette und Schauspielerin
- Otto Pick (1887–1940), Schriftsteller und Übersetzer
- Julius Pokorny (1887–1970), austro-tschechischer Linguist
- Fritz Felix Pipes (1887–1983), österreichisch-tschechischer Tennisspieler
- Bruno Oskar Pribram (1887–1940), österreichischer Chirurg
- Alois Reiser (1887–1977), tschechisch-US-amerikanischer Komponist, Cellist und Dirigent
- Magda Spiegel (1887–1944), deutsche Konzert- und Opernsängerin
- Hugo Urban-Emmerich (1887–1939), Unternehmer und Automobilrennfahrer
- Jan Vokoun (1887–?), böhmisch-tschechoslowakischer Radrennfahrer
- Ladislav Žemla (1887–1955), böhmisch-tschechoslowakischer Tennisspieler

##### 1888
- Eduard Bass (1888–1946), Schriftsteller, Journalist, Sänger, Schauspieler, Rezitator, Conferencier und Texter
- Jan Böhm (1888–1959), Rosenzüchter
- Arnold Gerstl (1888–1957), deutsch-britischer Maler und Grafiker
- Sigfried Giedion (1888–1968), Schweizer Architekturhistoriker
- Irene Hölzer-Weinek (1888–1965), österreichische Malerin und Grafikerin
- Richard Katz (1888–1968), deutscher Journalist und Reiseschriftsteller
- Božena Laglerová (1888–1941), böhmisch-österreichische Flugpionierin
- František Langer (1888–1965), Schriftsteller und Militärarzt, Dramaturg, Essayist, Literaturkritiker und Publizist
- Josef Loos (1888–1955), Eishockeyspieler und -funktionär
- Maria von Peteani (1888–1960), österreichische Zeichnerin und Schriftstellerin
- Leo Wenzel Pollak (1888–1964), Geophysiker, Meteorologe und Pionier der Datenverarbeitung
- N. O. Scarpi (1888–1980), österreichisch-schweizerischer Übersetzer, Feuilletonist, Anekdotensammler und Regisseur
- Josef Šebek (* 1888–unbekannt), böhmischer Tennisspieler

##### 1889
- Gertrud Bondy, geborene Wiener (1889–1977), Gründerin von Reformpädagogik-Schulen
- Hugo Feigl (1889–1961), tschechisch-amerikanischer Galerist
- Bohuslav Hykš (1889–19??), tschechischer Tennisspieler
- Elli Kafka (1889–1942), Schwester von Franz Kafka
- Guido Kisch (1889–1985), Jurist und Rechtshistoriker
- Paul Kornfeld (1889–1942), deutscher Dramaturg und Schriftsteller
- Else Kornis (1889–1983), rumänische Schriftstellerin Übersetzerin
- Heinrich Mitteis (1889–1952), deutscher Rechtswissenschaftler
- Karel Robětín (1989–1941), Tennis- und Eishockeyspieler sowie Unternehmer
- Lyda Salmonova (1889–1968), Schauspielerin
- Hilda Schulhof (1889–1942), Germanistin, Herausgeberin
- Felix Stössinger (1889–1954), österreichischer Journalist und Verleger
- Emil Strauß (1889–1942), österreichisch-tschechischer Journalist, Politiker und Historiker
- Karl Maria Swoboda (1889–1977), österreichischer Kunsthistoriker

##### 1890
- Ferdinand Bund (1890–1962), deutscher Politiker
- Robert Burg (1890–1946), sächsischer Hofopernsänger und Kammersänger
- Ernst Deutsch (1890–1969), österreichischer Schauspieler
- Alois Eliáš (1890–1942), General und Politiker
- Otto Fanta (1890–1940), Lehrer und Graphologe
- Jaroslav Heyrovský (1890–1967), Physikochemiker
- Ernst Hoyer (1890–1955), deutscher Jurist und Hochschullehrer
- Gustav Franz Hüttig (1890–1957), böhmisch-österreichischer Chemiker
- Bruno Kisch (1890–1966), Kardiologe
- Kurt Robitschek (1890–1950), deutscher Theater-Direktor
- Walter Trier (1890–1951), Zeichner und Illustrator
- Franz Werfel (1890–1945), österreichisch-US-amerikanischer Schriftsteller
- Otto Zoff (1890–1963), österreichischer Schriftsteller
- Ernst Zyhlarz (1890–1964), österreichischer Afrikanist

#### 1891 bis 1900

##### 1891
- Jan Pašek (1891–1960), Maler
- Dora Boerner-Patzelt (1891–1974), Medizinerin, Histologin und Embryologin
- Willy Haas (1891–1973), deutscher Publizist, Filmkritiker und Drehbuchautor
- Karel Boleslav Jirák (1891–1972), Komponist und Dirigent
- Hans Kohn (1891–1971), Philosoph und Historiker
- Gertrud Kornfeld (1891–1955), deutsche Chemikerin
- Johann Schwarz (1891–1914), Fußballspieler
- Josef Šroubek (1891–1964), Fußball- und Eishockeyspieler
- Robert Weltsch (1891–1982), israelischer Publizist, Journalist und Zionist
- Julie Wohryzek (1891–1944), Verlobte Franz Kafkas
- Jaroslav Beneš (1892–1963), Philosoph und Theologe

##### 1892
- Ottla Kafka (1892–1943), Schwester von Franz Kafka
- Emil Nack (1892–1976), österreichischer Schriftsteller
- Hans Natonek (1892–1963), deutsch-tschechischer Schriftsteller und Journalist
- Jan Vaník (1892–1950), Fußballspieler

##### 1893
- Reinhold Fürth (1893–1979), tschechisch-britischer Physiker und Hochschullehrer
- Bohuslav Havránek (1893–1978), Sprachwissenschaftler
- Jiří Kroha (1893–1974), Architekt und Hochschullehrer
- Emanuel Moravec (1893–1945), Militär, Buchautor und Kollaborateur
- Mara Schrötter-Malliczky (1893–1976), österreichisch-US-amerikanische Künstlerin
- Josef Sedláček (1893–1985), österreichisch-tschechoslowakischer Fußballspieler
- Václav Tintěra (1893–?), Radrennfahrer

##### 1894
- Josef Hutter (1894–1959), Musikwissenschaftler und -pädagoge
- František Kubka (1894–1969), Journalist, Schriftsteller, Dichter und Übersetzer und Politiker
- Lucia Moholy (1894–1989), Fotografin
- Jiří Mordechai Langer (1894–1943), Schriftsteller
- Hans Regina von Nack (1894–1976), tschechisch-österreichischer Schriftsteller
- Alice Rühle-Gerstel (1894–1943), Schriftstellerin, Psychologin und Frauenrechtlerin
- Erwin Schulhoff (1894–1942), Komponist und Pianist
- Heinrich Schwarz (1894–1974), österreichisch-US-amerikanischer Kunsthistoriker

##### 1895
- Otakar Batlička (1895–1942), Radioamateur, Weltenbummler, Schriftsteller und Widerstandskämpfer gegen den Nationalsozialismus
- Karel Koželuh (1895–1950), Tennis-, Eishockey- und Fußballspieler
- Rudolf Lochner (1895–1978), Erziehungswissenschaftler
- Ferdinand Peroutka (1895–1978), Schriftsteller, Dramaturg und Publizist
- Theodor Pištěk (1895–1960), Theater- und Filmschauspieler
- Přemysl Pitter (1895–1976), Pädagoge, evangelischer Prediger und Humanist
- Fritz von Wettstein (1895–1945), österreichischer Botaniker

##### 1896
- Jan Bělehrádek (1896–1980), Arzt, Biologe, Professor und Dekan
- Karel Josef Beneš (1896–1969), Erzähler
- Miroslav Cikán (1896–1962), Filmregisseur
- Carl Ferdinand Cori (1896–1984), österreichisch-amerikanischer Arzt, Physiologe, Biochemiker und Pharmakologe
- Gerty Cori (1896–1957), böhmisch-amerikanische Biochemikerin und Nobelpreisträgerin
- Józef Czapski (1896–1993), polnischer Autor und Maler
- Maria Eis (1896–1954), österreichische Kammerschauspielerin und Filmschauspielerin
- Hanna von Fuchs-Robettin (1896–1964), Muse des Komponisten Alban Berg
- Maximilian Egon zu Fürstenberg (1896–1959), deutscher Adeliger, Kunstsammler und Förderer der Modernen Musik
- Milena Jesenská (1896–1944), Journalistin, Schriftstellerin und Übersetzerin
- Felix Michael Haurowitz (1896–1987), tschechisch-US-amerikanischer Biochemiker
- Otto Heller (1896–1970), tschechoslowakisch-britischer Kameramann
- Václav Lancinger (1896–?), Wasserballspieler
- Emanuel Prüll (1896–1980), Schwimmer
- Ernst Roth (1896–1971), österreichischer Musikverleger, Musikschriftsteller und Jurist
- Eleonora Rozanek (1896–1987), deutsche Malerin
- František Tichý (1896–1961), Künstler
- Johannes Urzidil (1896–1970), deutsch-böhmischer Schriftsteller, Kulturhistoriker und Journalist
- Jaromír Weinberger (1896–1967), Komponist

##### 1897
- Jara Beneš (1897–1949), Komponist
- Lotte Calm (1897–1974), Kunstgewerblerin
- Vojtěch Jarník (1897–1970), Mathematiker
- Hertha Kraus (1897–1968), Sozialwissenschaftlerin
- Karel Lamač (1897–1952), Filmregisseur, Drehbuchautor und Schauspieler
- Oldřich Menhart (1897–1962), Buch- und Schriftgestalter
- Grete Popper (1897–1976), deutsche Fotografin
- Franz Schulz, auch Francis George Spencer (1897–1971), Schriftsteller und Drehbuchautor
- Milada Skrbková (1897–1935), Tennisspielerin
- George Stefansky (1897–1957), deutsch-amerikanischer Literaturwissenschaftler und Soziologe

##### 1898
- Karl Anton (1898–1979), Filmregisseur, Drehbuchautor und Filmproduzent
- Jan Bauch (1898–1995), Maler und Bildhauer
- František Běhounek (1898–1973), Physiker und Schriftsteller
- Felix Bobek (1898–1938), deutscher Physikochemiker, Kommunist und Techniker
- Jaroslav Fragner (1898–1967), Architekt
- Jiří Haussmann (1898–1923), Dichter
- Lili Roubiczek-Peller (1898–1966), US-amerikanische Pädagogin und Psychoanalytikerin
- Paul Anton Roubiczek (1898–1972), britischer Philosoph Prager Herkunft
- Karel Pravoslav Sádlo (1898–1971), Cellist und Cello-Pädagoge
- Käthe Spiegel (1898–zwischen 1941 und 1945), Historikerin
- Armin Spitaler (1898–1963), deutscher Rechts- und Staatswissenschaftler
- Milada Součková (1898–1983), Schriftstellerin und Literaturtheoretikerin

##### 1899
- Hanna Blaschczik (1899–1978), österreichische Bildhauerin und Keramikerin
- Jaromír Kopecký (1899–1977), Botschafter
- Hans Krása (1899–1944), tschechisch-deutscher Komponist
- Francis Lederer (1899–2000), österreichisch-tschechoslowakischer Schauspieler
- Mira Mladějovská (1899–1969), Kunsthistorikerin
- Oldřich Nový (1899–1983), Schauspieler
- Antonín Perner (1899–1973), Fußball-Nationalspieler
- Marianne Rieser (1899–1965), österreichische Dramaturgin und Dramatikerin jüdisch-deutschböhmischer Herkunft
- Egon Schwelb (1899–1979), Jurist
- Jaroslav Skobla (1899–1959), Gewichtheber und Olympiasieger
- Josef Toman (1899–1977), Schriftsteller
- Josef Urban (1899–1968), Ringer

##### 1900
- Jiří Baum (1900–1944), Zoologe, Weltenbummler und Schriftsteller
- František Černík (1900–1982), Wasserballspieler
- Karel Dodal (1900–1986), Trickfilmregisseur
- Franz Fischer (1900–1980), Schweizer Steinbildhauer und Bronzeplastiker
- Emil Girl (1900–?), Wasserballspieler
- Julius Hewera (1900–1945), deutscher römisch-katholischer Geistlicher und Märtyrer
- Jan Hora (1900–1953), Wasserballspieler
- Antonín Novotný (1900–1962), Wasserballspieler
- Roman von Procházka (1900–1990), Rechtsanwalt, Genealoge und Autor
- Emil Seifert (1900–1973), Fußballspieler und -trainer
- Eduard Stibor (1900–?), Schwimmer und Wasserballspieler
- Karel Teige (1900–1951), Kritiker, Kunsttheoretiker, Publizist, Künstler und Übersetzer
- Franz Carl Weiskopf (1900–1955), Schriftsteller
- Heinrich von Wimmersperg (1900–1985), deutscher Waffenkonstrukteur

### 20. Jahrhundert

#### 1901 bis 1910

##### 1901
- Václav Bucháček (1901–1974), Schwimmer
- Omar Rolf von Ehrenfels (1901–1980), österreichischer Anthropologe und Orientalist
- František Franěk (1901–1973), Wasserballspieler
- Milada Horáková (1901–1950), Widerstandskämpferin und Frauenrechtlerin
- Paul Kuhn (1901–1984), Mathematiker
- Gustav Machatý (1901–1963), Filmschauspieler und -regisseur
- Rudolf Rabl (1901–1988), deutscher Mediziner und Hochschullehrer für Pathologie
- Václav Řezáč (1901–1956), Schriftsteller
- Jaroslav Seifert (1901–1986), Dichter, Schriftsteller, Journalist und Übersetzer
- Hans Winterberg (1901–1991), deutscher Komponist

##### 1902
- Otto R. Croÿ (1902–1977), Fotograf, Autor und Pionier der modernen Fototechnik
- František Alexander Elstner (1902–1974), Journalist und Autor
- Eduard Fiker (1902–1961), Schriftsteller, Übersetzer und Szenarist
- Franz Firbas (1902–1964), Botaniker
- Martin Frič (1902–1968), Filmregisseur
- Adolf Hoffmeister (1902–1973), Maler, Karikaturist, Illustrator, Bühnenbildner, Schriftsteller, Dramaturg, Übersetzer, Journalist, Radiokommentator, Kunstprofessor, Kunstkritiker, Politiker, Diplomat, Kulturfunktionär und Reisender
- Julius Kalaš (1902–1967), Komponist
- Josef Liszt (1902–1974), österreichischer Volksschauspieler, Bassbariton und Hörspielautor
- Leopold von Mildenstein (1902–1968), SS-Offizier
- Lotte Schwarz (1902–1984), Pädagogin und Übersetzerin
- Ernst Wolf (1902–1971), Theologe

##### 1903
- Julius Fučík (1903–1943), Schriftsteller, Journalist und Kulturpolitiker
- Hermann Grab (1903–1949), österreichischer Schriftsteller und Musiker
- Alice Herz-Sommer (1903–2014), israelische Pianistin, Musikpädagogin und KZ-Überlebende
- Konstantin Höß (1903–1970), deutscher Politiker
- Fritz Jensen (1903–1955), österreichischer Schriftsteller, Arzt und Kommunist
- Albert Pilát (1903–1974), Mykologe
- Hans Raupach (1903–1997), deutscher Jurist und Osteuropaforscher
- Johannes Schwarzenberg (1903–1978), österreichischer Botschafter
- Karel Steklý (1903–1987), Filmregisseur und Drehbuchautor
- Walter Theimer (1903–1989), deutscher Naturwissenschaftler und Sachbuchautor
- Heinz Otto Ziegler (1903–1944), Soziologe

##### 1904
- Paul Berger-Bergner (1904–1978), deutscher Maler
- Irena Bernášková (1904–1942), tschechische Widerstandskämpferin im Protektorat Böhmen und Mähren
- Iša Krejčí (1904–1968), Komponist und Dirigent
- Paul Kraus (1904–1944), österreichischer Wissenschaftshistoriker und Arabist
- Oldřich Kredba (1904–1981), Pianist, Cembalist und Musikpädagoge
- Hana Kučerová-Záveská (1904–1944), tschechoslowakische Architektin und Designerin
- Curt Lewinnek (1904–?), deutscher Kapellmeister und Komponist
- Jan Merell (1904–1986), Theologe
- František Plánička (1904–1996), Fußballspieler
- Liselotte Schreiner (1904–1991), österreichische Schauspielerin
- Günther Schwab (1904–2006), österreichischer Schriftsteller
- Rudolf Schwarz (1904–1963), deutscher Schriftsteller und Parapsychologe

##### 1905
- Václav Antoš (1905–1978), Schwimmer
- Erich Berneker (1905–1983), deutscher Rechtshistoriker
- Jan Werich (1905–1980), Schauspieler, Dramatiker und Schriftsteller

##### 1906
- Karel Petr Adam (1906–1977), Filmarchitekt und Filmschauspieler
- Karl Bartunek (1906–1984), deutscher Verwaltungsbeamter und Politiker
- Ernst Hagen (1906–1984), österreichischer Autor und Schauspieler
- Alois Hrášek (1906–?), Schwimmer
- Josef Hrubý (1906–1988), Architekt
- Jaroslav Ježek (1906–1942), Komponist
- Ruth Klinger (1906–1989), Schauspielerin und Kabarettistin
- Lubomír Linhart (1906–1980), Publizist, Filmhistoriker und Diplomat
- Jindřich Maudr (1906–1990), Ringer
- Gertrude von Schwarzenfeld (1906–2000), Schriftstellerin und Malerin
- Jaroslav Žák (1906–1960), Lehrer, Schriftsteller und Drehbuchautor

##### 1907
- Alois Englander (1907–1996), österreichischer Verleger, Politiker, Diplomat
- Jaroslav Foglar (1907–1999), Verfasser von Jugendbüchern
- Hans Hofer, Geburtsname Hanuš Schulhof (1907–1973), Kabarettist und Schauspieler
- Otto Jírovec (1907–1972), Mikrobiologe
- František Junek (1907–1970), Fußballspieler
- Jarmila Novotná (1907–1994), Sopranistin und Schauspielerin
- Marie Šmídová (1907–?), Tischtennisspielerin
- Jan Stallich (1907–1973), Kameramann
- Eva Svobodová (1907–1992), Schauspielerin
- Herbert Turnauer (1907–2000), österreichischer Industrieller
- Withold Wiechowski (1907–1971), Professor für Elektrotechnik

##### 1908
- Emil Friedman (1908–2002), Musikpädagoge, Geiger und Dirigent
- Miloslav Kabeláč (1908–1979), Komponist und Dirigent
- Aenne Michalsky (1908–1986), österreichische Opernsängerin
- Erich Srbek (1908–1973), Fußballspieler und -trainer
- Ulrich Weiss (1908–1989), tschechisch-US-amerikanischer Chemiker
- Wolfgang von Zeynek (1908–1995), deutscher Jurist

##### 1909
- Hanuš Burger (1909–1990), Theater-, Film- und Fernseh-Regisseur, Dramaturg und Autor
- Lotta Hitschmanova (1909–1990), tschechoslowakisch-kanadische huminatäre Helferin
- Otakar Kraus (1909–1980), Opernsänger und Pädagoge
- Vladimír Neff (1909–1983), Schriftsteller, Übersetzer, Drehbuchautor und Vater von Ondřej Neff
- František Pelcner (1909–1985), Fußballspieler
- Franz Baermann Steiner (1909–1952), Ethnologe und Dichter

##### 1910
- Hans Günther Adler (1910–1988), tschechoslowakisch-englischer Schriftsteller
- Adolf Branald (1910–2008), Schriftsteller
- Karel Hodr (1910–2002), Maler
- František Hrubín (1910–1971), Schriftsteller, Autor von Natur- und Liebeslyrik sowie Dichter
- Karel Hrubý (1910–1962), Universitätsprofessor, Genetiker, Naturforscher, Botaniker und Entomologe/Lepidopterologe
- Cenek Kottnauer (1910–1996), tschechisch-britischer Schachspieler
- Peter Lotar (1910–1986), Schriftsteller, Übersetzer, Schauspieler und Regisseur
- Frank Pelleg (1910–1968), israelischer Komponist

#### 1911 bis 1920

##### 1911
- Václav Čtvrtek (1911–1976), Schriftsteller
- Lisl Frank (1911–1944), Sängerin
- Marie Kettnerová (1911–1998), Tischtennisspielerin
- Walter Müller (1911–1969), österreichischer Schauspieler
- Jiří Sobotka (1911–1994), tschechisch-schweizerischer Fußballspieler und -trainer

##### 1912
- Kamil Bednář (1912–1972), Dichter und Übersetzer, Prosaist, Dramatiker und Verlagsredakteur
- Peter Brömse (1912–2004), deutscher Musikwissenschaftler, Musikpädagoge und Hochschullehrer
- Jan Brzák-Felix (1912–1988), Kanute
- Karl W. Deutsch (1912–1992), US-amerikanischer Politikwissenschaftler
- Jindřich Fritz (1912–1984), Schachkomponist
- Vladimír Kadlec (1912–1998), Bürgerrechtler, Minister und Publizist
- Jiří Zdeněk Novák (1912–2001), Schriftsteller, Drehbuchautor und Übersetzer
- Jiřina Štěpničková (1912–1985), Schauspielerin
- Viktor Tobiasch (1912–1992), Tischtennisspieler und Arzt
- Bořivoj Zeman (1912–1991), Filmregisseur und Drehbuchautor

##### 1913
- František Domažlický (1913–1997), Geiger, Bratscher und Komponist
- Ladislav Holoubek (1913–1994), slowakischer Komponist und Dirigent tschechischer Herkunft
- Zita Kabátová (1913–2012), Schauspielerin
- Jan Lebeda (1913–1991), katholischer Geistlicher
- Rudolf Margolius (1913–1952), Politiker
- Georgine von Milinkovic (1913–1986), deutsche Opernsängerin
- Walter Susskind (1913–1980), englischer Komponist
- Jiří Verberger (1913–1973), Jazzpianist, Sänger, Arrangeur und Komponist
- Jiří Weiss (1913–2004), Drehbuchautor und Filmregisseur

##### 1914
- Lída Baarová (1914–2000), Schauspielerin und Geliebte von Joseph Goebbels
- Ludmila Bertlová (1914–1961), Konzertviolinistin
- Jan Kapr (1914–1988), Komponist
- Oldřich Kučera (1914–1964), Eishockeyspieler und -trainer
- Miloslav Loos (1914–2010), Radrennfahrer
- Jiří Marek (1914–1994), Schriftsteller
- Václav Mottl (1914–1982), tschechoslowakischer Kanute
- Vasek Polak (1914–1997), tschechisch-US-amerikanischer Rennfahrer und Rennstallbesitzer
- Zdeněk Škrland (1914–1996), tschechoslowakischer Kanute
- Josef Taussig (1914–1945), Journalist, Schriftsteller, Satiriker und Schauspieler

##### 1915
- Jiří Bečka (1915–2004), Orientalist und Iranist
- Jan Hanuš (1915–2004), Komponist
- Wilhelm Hübner (1915–2004), deutscher Komponist, Dirigent und Musikschriftsteller
- Vilém Jakl (1915–?), Radrennfahrer
- Jiří Mucha (1915–1991), Kosmopolit, Schriftsteller, Publizist und Drehbuchautor
- Herbert Schediwy (1915–1986), deutscher Politiker
- František Wirth (1915–2003), tschechoslowakischer Turner

##### 1916
- Harry Bohrer (1916–1985), tschechisch-britischer Journalist
- Bohumil Modrý (1916–1963), Eishockeytorhüter
- Lenka Reinerová (1916–2008), Schriftstellerin und Journalistin
- Jan Rychlík (1916–1964), Komponist
- Emil Šmatlák (1916–2006), Kanute
- Walter Stain (1916–2001), deutscher Politiker
- Jiřina Steimarová (1916–2007), Schauspielerin
- Bohumil Vávra (1916–2007), Schauspieler

##### 1917
- Georg Bauer (1917–2003), deutscher Politiker
- Alexandre Kafka (1917–2007), brasilianisch-US-amerikanischer Ökonom
- Herbert Lom (1917–2012), Filmschauspieler und Schriftsteller
- Emil Ludvík (1917–2007), Jazzmusiker, Filmkomponist und Menschenrechtler
- Magda Starkenstein (1917–2011), tschechisch-niederländische Kunsthistorikerin
- Zdeněk Urbánek (1917–2008), Schriftsteller, Übersetzer und Hochschulpädagoge
- Jarmila Hassan Abdel Wahab (1917–1996), Mezzosopranistin

##### 1918
- Wilfried Keller (1918–1991), deutscher Vertriebenenpolitiker
- Frank Popper (1918–2020), französisch-britischer Kunst- und Technikhistoriker
- George Pravda (1918–1985), britischer Schauspieler

##### 1919
- Ladislav Kareš (1919–2001), Fußballspieler
- Miroslav Kárný (1919–2001), Historiker und Holocaust-Forscher
- František Miska (1919–2017), Schauspieler, Bühnenregisseur und Theaterleiter
- Luboš Perek (1919–2020), Astronom
- Jiří Vackář (1919–2004), Elektrotechniker
- Fritz Weiss (1919–1944), Swing-Bandleader

##### 1920
- Antonín Bradáč (1920–1991), Fußballspieler
- Vilém Flusser (1920–1991), Medienphilosoph und Kommunikationswissenschaftler
- Richard Glazar (1920–1997), KZ-Überlebender
- Václav Havel (1920–1979), Kanute, Weltmeister und Medaillengewinner bei Olympia
- Ernest Igl (1920–2001), Grafiker, Maler und Designer
- Bedřich Janáček (1920–2007), Organist, Komponist und Musikpädagoge
- Ivo Jirásek (1920–2004), Komponist und Dirigent
- Emil Juliš (1920–2006), Dichter und Künstler
- Václav Neumann (1920–1995), Dirigent, Violine- und Viola-Spieler
- Gustav Opočenský (1920–1992), Schauspieler
- Jiří Sovák (1920–2000), Schauspieler
- Antonín Šponar (1920–2002), Skirennläufer
- Joseph Peter Stern (1920–1991), Germanist und Hochschullehrer
- František Tvrdek (1920–2009), Theaterschaffender, Puppenspieler
- Bohumil Váňa (1920–1989), Tischtennisspieler
- Jaroslav Vejvoda (1920–1996), Fußballspieler und -trainer
- Zbyněk Vostřák (1920–1985), Komponist

#### 1921 bis 1930

##### 1921
- Georges Anderla (1921–2005), französischer Wirtschaftswissenschaftler und Statistiker
- Jaroslav Drobný (1921–2001), Tennis- und Eishockeyspieler
- Heinrich Karl Erben (1921–1997), deutscher Paläontologe
- Werner Forman (1921–2010), Fotograf
- Kurt Hübner (1921–2013), deutscher Philosoph
- Karel Husa (1921–2016), US-amerikanischer Komponist
- Václav Jíra (1921–1992), Fußballspieler, -trainer und -funktionär
- Jaroslav Juhan (1921–2011), guatemaltekischer Autorennfahrer
- Milan Knobloch (1921–2020), Bildhauer und Medailleur
- Friedrich Konrad (* 1921), deutscher Lehrer
- Ota B. Kraus (1921–2000), Lehrer und Schriftsteller
- František Listopad (1921–2017), portugiesischer Schriftsteller und Regisseur
- Jindřich Marco (1921–2000), Fotograf und Numismatiker
- Winnie Markus (1921–2002), deutsche Filmschauspielerin
- Miloslav Moulis (1921–2010), Widerstandskämpfer gegen den Nationalsozialismus und KZ-Häftling
- Nina Müller (1921–1945), Opfer des Holocaust
- Frank Prihoda (1921–2022), australischer Skirennläufer
- Emilie Riha (1921–2005), Archäologin
- Ota Töpfer (1921–1962), Kabarettist und Komiker
- Čestmír Vycpálek (1921–2002), Fußballspieler und -trainer

##### 1922
- Peter Demetz (1922–2024), US-amerikanischer Literaturwissenschaftler
- Karel Effa (1922–1993), Schauspieler
- Jiří Hanzl (1922–2011), Eishockeytorhüter und -trainer
- Richard Husmann (1922–1987), Schriftsteller
- Josef Kemr (1922–1995), Schauspieler
- Felix Kolmer (1922–2022), Physiker und Holocaustüberlebender
- Miloš Kopecký (1922–1996), Schauspieler
- Bohumil Musil (1922–1999), Fußballspieler und -trainer
- František Peterka (1922–2016), Schauspieler
- George Pistorius (1922–2014), tschechisch-amerikanischer Literaturwissenschaftler
- Jiří Ropek (1922–2005), Organist, Komponist und Musikpädagoge
- Georg R. Schroubek (1922–2008), Volkskundler
- Jaroslaw Serpan (1922–1976), tschechisch-französischer Maler
- Emil Wolf (1922–2018), US-amerikanischer Physiker
- Stella Zázvorková (1922–2005), Schauspielerin

##### 1923
- Zdenka Bergrová (1923–2008), Dichterin und Übersetzerin
- Ruth Bondy (1923–2017), israelische Journalistin, Autorin sowie Holocaustüberlebende
- Václav Chochola (1923–2005), Fotograf
- Ladislav Fuks (1923–1994), Prosa-Autor
- Otto F. Häusler (1923–2007), deutscher Maler und Grafiker
- Ernst Rudolf Hildebrand (1923–2019), österreichischer Architekt
- Ingeborg Hoffmann (1923–2012), deutsche Politikerin
- Miroslav Kácha (1923–2010), Soldat und Generalmajor
- Alfred Kantor (1923–2003), Künstler
- Olly Komenda-Soentgerath (1923–2003), deutsche Schriftstellerin
- Jarmila Loukotková (1923–2007), Prosaistin und Übersetzerin
- Vladimír Tomek (1923–1984), Jazzgitarrist
- Vladimír Zábrodský (1923–2020), Eishockeyspieler und -trainer
- Helena Zmatlíková (1923–2005), Malerin und Illustratorin

##### 1924
- Quido Adamec (1924–2007), Eishockeyschiedsrichter
- Susanne Bandler (1924–1965), tschechisch-britische Schauspielerin und Kabarettistin
- Vladimír Boudník (1924–1968), Maler und Grafiker
- Ivan Diviš (1924–1999), Dichter
- Lubomír Dorůžka (1924–2013), Musikwissenschaftler und Autor
- Irena Dubská (1924–2010), Philosophin und Soziologin
- Ruth Francken (1924–2006), Künstlerin
- Stanislav Hájek (1924–1999), Schauspieler
- Karel Hubáček (1924–2011), Architekt und Hochschullehrer
- Antonín Jaroslav Liehm (1924–2020), Autor, Publizist, Übersetzer, Filmwissenschaftler und Literaturwissenschaftler
- Jiří Winter (Neprakta; 1924–2011), Maler, Karikaturist, Illustrator und Humorist
- Jan Otčenášek (1924–1979), Schriftsteller und Drehbuchautor
- Eduard Petiška (1924–1987), Schriftsteller und Übersetzer
- Rudi Piffl (1924–2013), deutscher Tischtennisspieler
- Klaus Pöschl (* 1924), deutscher Mathematiker und Hochschullehrer
- Jaroslav Škarvada (1924–2010), Weihbischof in Prag

##### 1925
- Jaroslava Adamová (1925–2012), Schauspielerin
- Zdeněk Bláha (1925–1978), Drehbuchautor
- Soňa Červená (1925–2023), Opernsängerin und Schauspielerin
- Jindřich Feld (1925–2007), Komponist
- Jan Grossman (1925–1993), Theaterregisseur, Literatur- und Theaterkritiker
- Milan Hašek (1925–1984), Immunologe
- Georg Hertting (1925–2014), österreichischer Arzt und Pharmakologe
- Karel Hynek (1925–1953), Dichter und Dramatiker des Surrealismus
- Jiří Jirmal (1925–2019), Gitarrist, Jazzkomponist und Musikpädagoge
- Milan Machovec (1925–2003), Philosoph
- Ivan Medek (1925–2010), Musiktheoretiker, Musikkritiker, Radiomoderator und Journalist
- Hanuš Polak (1925–2016), tschechisch-österreichischer Kameramann
- Jindřich Polák (1925–2003), Filmregisseur
- Jiří Robert Pick (1925–1983), Schriftsteller
- Zdeněk Smetana (1925–2016), Zeichner, Drehbuchautor und Regisseur von Zeichentrickfilmen
- John Michael Steiner (1925–2014), tschechisch-US-amerikanischer Soziologe und Holocaust-Forscher
- Ladislav Štípek (1925–1998), Tischtennisspieler

##### 1926
- Ivo Babuška (1926–2023), Mathematiker
- Yehuda Bauer (1926–2024), israelischer Historiker
- Květa Eretová (1926–2021), Schachmeisterin
- Bruno Fritsch (1926–2009), Schweizer Wirtschaftswissenschaftler und Professor
- Adolf Härtl (1926–1976), deutscher Politiker
- Zdenka Hartmann-Procházková (1926–2021), tschechisch-österreichische Schauspielerin
- Ota Hemele (1926–2001), Fußballspieler
- Karel Kosík (1926–2003), Philosoph und Literaturtheoretiker
- Miloš Lánský (1926–2005), Mitgründer der Schule der kybernetischen Pädagogik oder Bildungsinformatik
- Arnošt Lustig (1926–2011), Schriftsteller und Publizist
- Josef Nesvadba (1926–2005), Schriftsteller, Übersetzer und Psychiater
- Jarmila Štěpková (1926–1997), Arabistin
- Bohumil Švarc (1926–2013), Schauspieler, Synchronsprecher und Radiosprecher
- Ivo Vesely (1926–2002), australischer Eishockeyspieler
- Dagmar White (* 1926), Sängerin und Musikpädagogin
- Franz Wurm (1926–2010), Schweizer Dichter, Schriftsteller und Übersetzer

##### 1927
- Hana Bořkovcová (1927–2009), Schriftstellerin, Holocaustüberlebende
- Ladi Geisler (1927–2011), deutscher Jazz- und Studiomusiker
- Karel Gut (1927–2014), Eishockeyspieler und -trainer
- Alena Karešová (1927–2019), Schauspielerin
- Miloš Kirschner (1927–1996), Puppenspieler, Schauspieler und Sänger
- Jiří Pešek (1927–2011), Fußballspieler und -trainer
- Pavel Staněk (1927–2025), Dirigent und Komponist
- Ludvík Vyhnanovský (1927–2010), Tischtennisspieler
- Kurt Walenta (1927–2021), deutscher Mineraloge
- Jadwiga Wysoczanská-Štrosová (1927–2021), Opernsängerin (Sopran)

##### 1928
- Ludvík Armbruster (1928–2021), österreichischer Jesuit und Philosoph
- Gustav Bubník (1928–2017), Eishockeyspieler
- Hubert Damisch (1928–2017), französischer Philosoph und Professor in Paris
- Michael Engelmann (1928–1966), US-amerikanischer Grafiker
- Thomas Fantl (1928–2001), Filmregisseur
- Miroslav Filip (1928–2009), Schach-Großmeister
- Petr Ginz (1928–1944), Zeichner und Autor
- Ota Hofman (1928–1989), Drehbuchautor
- Zdeněk Jiskra (* 1928), Onomastiker
- Pavel Kohout (* 1928), tschechisch-österreichischer Schriftsteller und Politiker
- Zdeněk Lukáš (1928–2007), Komponist
- Ilona Opelt (1928–1991), deutsche klassische Philologin
- Květa Pacovská (1928–2023), Künstlerin und Kinderbuchillustratorin
- Karel Pichlík (1928–2001), Historiker
- Jiří Bruder (1928–2014), Schauspieler und Synchronsprecher
- Milan Rýzl (1928–2011), tschechisch-amerikanischer Parapsychologe
- Milan Škampa (1928–2018), Bratschist und Musikpädagoge
- Adriena Šimotová (1928–2014), Grafikerin und Installationskünstlerin
- Martin Turnovský (1928–2021), Dirigent

##### 1929
- Gerhard Baumrucker (1929–1992), deutscher Schriftsteller
- Vlastimil Bedrna (1929–2018), Schauspieler
- Gerald Grünwald (1929–2009), deutscher Jurist und Hochschullehrer
- Zdeněk Horský (1929–1988), Historiker und Astronom
- Helga Hošková-Weissová (* 1929), Malerin und Holocaustüberlebende
- Luděk Hulan (1929–1979), Jazzmusiker
- Bedřich Loewenstein (1929–2017), deutsch-tschechischer Historiker, Hochschullehrer
- Ivo Preis (1929–2020), klassischer und Jazztrompeter
- Walter Schamschula (1929–2024), Slawist
- Alena Šrámková (1929–2022), Architektin und Hochschullehrerin
- Josef Suk (1929–2011), Geiger
- Jaroslav Sůra (1929–2011), Maler, Illustrator und Grafiker
- Rudolf Valenta (1929–2015), Bildhauer, Maler und Grafiker

##### 1930
- Egon Bondy (1930–2007), Dichter und Philosoph
- Sergius Golowin (1930–2006), Schweizer Autor, Mythenforscher und Publizist
- Eva Kantůrková (* 1930), Prosaistin, Dramaturgin und ehemalige Dissidentin
- Karl Max Kober (1930–1987), deutscher Kunsthistoriker und Kulturfunktionär der DDR
- Jan Křen (1930–2020), Historiker
- George Kukla (1930–2014), Paleoklimatologe und Forscher
- Ivan Moravec (1930–2015), Pianist
- Bruno Nettl (1930–2020), deutsch-tschechisch-US-amerikanischer Musikwissenschaftler und Musikethnologe
- Jana Obrovská (1930–1987), Komponistin und Musikredakteurin
- Ota Pavel (1930–1973), Schriftsteller
- Chava Pressburger (1930–2022), tschechisch-israelische Malerin und Papierkünstlerin
- Peter Puluj (1930–2017), Kameramann
- Peter Richter de Rangenier (1930–2021), österreichischer Komponist, Dirigent und Professor an der Universität Santiago de Chile
- Wolfgang Schallenberg (1930–2023), österreichischer Diplomat
- Jíři Skobla (1930–1978), Kugelstoßer
- Stanislav Strnad (1930–2012), Filmregisseur
- Saša Večtomov (1930–1989), Cellist
- Václav Vorlíček (1930–2019), Filmregisseur

#### 1931 bis 1940

##### 1931
- Ladislav Bittman (1931–2018), Geheimdienstoffizier
- Jiřina Bohdalová (* 1931), Theater-, Film- und Fernsehschauspielerin
- František Černý (1931–2024), Diplomat
- Zdeněk Doležal (* 1931), Eiskunstläufer
- Jaroslav Doubek (1931–2017), Eisschnellläufer
- Hanuš Ettl (1931–1997), Botaniker und Phykologe
- Oldřich Fejfar (1931–2023), Paläontologe
- Ladislav Fialka (1931–1991), Pantomime, Schauspieler, Choreograf, Theaterleiter und Professor
- Karl Gassauer (* 1931), deutscher Regisseur und Schriftsteller
- Stanislav Grof (* 1931), Medizinphilosoph, Psychotherapeut und Psychiater
- Martin Otto Harwit (* 1931), US-amerikanischer Physiker und Astronom
- Ivan Klíma (* 1931), Schriftsteller
- Rudolf Komorous (* 1931), kanadischer Komponist, Fagottist und Musikpädagoge
- Jan Konopásek (1931–2020), tschechisch-amerikanischer Jazzmusiker
- Miroslav Košler (1931–2016), Chorleiter und Musikpädagoge
- Eva Lauermanová (* 1931), Skilangläufer
- Nikolaus Lobkowicz (1931–2019), tschechisch-deutscher Hochschullehrer für Philosophie und Politikwissenschaft
- Zdeněk Matouš (1931–2006), Schauspieler und Sänger
- Jiřina Nekolová (1931–2011), Eiskunstläuferin
- Václav Pšenička junior (1931–2015), Gewichtheber
- František Šafránek (1931–1987), Fußballspieler
- Viliam Schrojf (1931–2007), Fußballtorhüter
- Jiří Stránský (1931–2019), Schriftsteller, Drehbuchautor, Dramaturg und Übersetzer
- Eugen Strouhal (1931–2016), Mediziner, Anthropologe und Paläopathologe
- Karel Velebný (1931–1989), Musikpädagoge und Jazzmusiker
- Alena Vrzáňová (1931–2015), Eiskunstläuferin

##### 1932
- Miroslav Červenka (1932–2005), Dichter, Übersetzer und Literaturwissenschaftler
- Olga Connolly (1932–2024), Diskuswerferin
- Barbara Coudenhove-Kalergi (* 1932), österreichische Journalistin und Herausgeberin
- Saul Friedländer (* 1932), israelischer Historiker und Autor
- George Klir (1932–2016), tschechisch-US-amerikanischer Informatiker
- Joseph Kohn (1932–2023), US-amerikanischer Mathematiker
- Marek Kopelent (1932–2023), Komponist
- Otto Ernst Krasney (1932–2022), Jurist
- Otakar Motejl (1932–2010), Jurist, Dissident und parteiloser Politiker
- Vladimír Páral (* 1932), Schriftsteller
- Vadim Petrov (1932–2020), Komponist
- Theodor Pištěk (* 1932), Kostümbildner
- Josef Schwarz (1932–2019), deutscher Generalmajor des Ministeriums für Staatssicherheit, DDR
- Jiří Seifert (1932–1999), Bildhauer
- Jiří Smutný (* 1932), Komponist, Dirigent und Musikpädagoge
- Jiří Strejc (1932–2010), Komponist, Organist, Chorleiter und Musikpädagoge
- Zdena Strobachová (1932–2005), Graphikerin, Malerin, Designerin, Glas- und Textilkünstlerin
- Miloslav Švandrlík (1932–2009), Schriftsteller
- Ladislav Trojan (1932–2022), Schauspieler
- Eva Zaoralová (1932–2022), Filmkritikerin

##### 1933
- Karel Bouška (1933–2001), Radrennfahrer
- Rudolf Dašek (1933–2013), Musiker
- Erazim Kohák (1933–2020), Philosoph und Publizist
- Henry Kolowrat (1933–2021), US-amerikanischer Fechter
- Ivan Passer (1933–2020), Regisseur und Drehbuchautor
- Libor Pešek (1933–2022), Dirigent
- Zdena Salivarová (* 1933), tschechisch-kanadische Schauspielerin, Sängerin, Schriftstellerin und Verlegerin
- Jaroslav Smolka (1933–2011), Komponist und Musikwissenschaftler
- Helena Tattermuschová (1933–2025), Opernsängerin
- Valentina Thielová (1933–2022), Schauspielerin

##### 1934
- Vladimír Brabec (1934–2017), Schauspieler
- Zdena Frýbová (1934–2010), Schriftstellerin und Journalistin
- Edi Hornischer (1934–2001), Rechtsanwaltsknecht
- Luděk Hřebíček (1934–2015), Mitarbeiter des Oriental Institute der Academy of Sciences of the Czech Republic
- Jiří Kalach (1934–2008), Komponist
- Ferdinand Graf Kinsky (1934–2020), deutscher Politikwissenschaftler
- Jan Klusák (* 1934), Komponist, Schauspieler und Schriftsteller
- Janet Malcolm (1934–2021), US-amerikanische Journalistin
- Eva Olmerová (1934–1993), Jazz- und Popsängerin
- Miroslav Ondříček (1934–2015), Kameramann
- Milan Pilar (* 1934), Jazz- und Unterhaltungsmusiker
- Jan Švankmajer (* 1934), surrealistischer Filmemacher, Poet, Zeichner und Objektkünstler

##### 1935
- Karel Augusta (1935–1998), Schauspieler und Synchronsprecher
- Jiří Bednář (1935–1973), Philosoph
- Luboš Fišer (1935–1999), Komponist, Filmkomponist und Regisseur
- Charles Fried (1935–2024), US-amerikanischer Jurist und Anwalt
- Milos Jenicek (* 1935), kanadischer Mediziner und Epidemiologe
- Nikolaus Jungwirth (1935–2018), Maler, Grafiker, Satiriker und Journalist
- Jaroslav Kepka (1935–2019), Schauspieler
- Véra Kundera, geb. Věra Hrabánková (1935–2024), tschechisch-französische Hörfunk- und Fernsehredakteurin sowie Literaturagentin
- Walther Piesch (1935–2011), deutsch-französischer Bildhauer, Holzschneider und Maler
- Jan Saudek (* 1935), Fotograf
- Petr Vopěnka (1935–2015), Mathematiker
- Roland Wabra (1935–1994), deutscher Fußballtorhüter

##### 1936
- Mária Bartuszová (1936–1996), Bildhauerin
- Václav Havel (1936–2011), Schriftsteller und Politiker
- Jan Hora (* 1936), Organist
- Thomas Katz (* 1936), tschechisch-US-amerikanischer Chemiker, Hochschullehrer
- Stefan Krikl (* 1936), US-amerikanischer Künstler
- Walter Mai (* 1936), deutscher Marineoffizier, Regattasegler und Olympiateilnehmer
- Henry Mayr-Harting (* 1936), Historiker
- Jan Němec (1936–2016), Filmemacher
- Zdeněk Pulec (1936–2010), Posaunist und Hochschullehrer an der Akademie der musischen Künste in Prag
- Helena Růžičková (1936–2004), Schauspielerin
- Jan Sokol (1936–2021), Philosoph, Hochschullehrer und Politiker
- Zdeněk Svěrák (* 1936), Schauspieler, Dramatiker und Drehbuchautor
- Jan Tříska (1936–2017), US-amerikanisch-tschechischer Schauspieler

##### 1937
- Madeleine Albright (1937–2022), US-amerikanische Politikerin
- Jan Robert Bloch (1937–2010), Naturwissenschaftler, Pädagoge und Sozialphilosoph
- Zdena Hadrbolcová (1937–2023), Schauspielerin
- František X. Halas (1937–2023), Kirchenhistoriker, Professor und Diplomat
- Jiří Kodet (1937–2005), Schauspieler
- Ivan Jandl (1937–1987), Filmschauspieler und Radio-Moderator
- Eugen Jegorov (1937–1992), Schauspieler und Jazzmusiker
- Peter Johanek (* 1937), deutscher Historiker und Diplomatiker
- Jan Kaplický (1937–2009), Architekt
- Antonín Klimek (1937–2005), Neuzeithistoriker, Archivar und Sachbuchautor
- Karel Milota (1937–2002), Dichter, Schriftsteller und Übersetzer
- Karl zu Schwarzenberg (1937–2023), Außenminister der Tschechischen Republik
- Petr Vogel (* 1937), tschechisch-US-amerikanischer Physiker und Hochschullehrer
- Zdeněk Zikán (1937–2013), Fußballspieler

##### 1938
- Hynek Bočan (* 1938), Filmregisseur und Drehbuchautor
- Vojtěch Cepl (1938–2009), Jurist und Hochschullehrer
- Meir Lubor Dohnal (* 1938), Drehbuchautor, Dramaturg, Regisseur, Schauspieler und Hochschullehrer
- Jana Hlaváčová (1938–2024), Schauspielerin und Professorin
- Zdeňka Hledíková (1938–2018), Historikerin, Mediävistin, Archivarin, Kodikologin und Paläographin
- Pavel Hofmann (* 1938), Ruderer, Europameister und olympischer Bronzemedaille-Gewinner
- Rudolf Hrbek (* 1938), emeritierter Professor für Politikwissenschaft
- Jan Klíma (* 1938), theoretischer Physiker, Schriftsteller und Übersetzer
- Jan Málek (* 1938), Komponist
- Jiří Menzel (1938–2020), Regisseur und Schauspieler
- Petr Nárožný (* 1938), Schauspieler und Fernsehmoderator
- Carole Jane Pachl (* 1938), kanadische Eiskunstläuferin
- Dietmar Petzina (* 1938), deutscher Ökonom und Wirtschaftshistoriker
- Paul Rys (1938–2019), tschechisch-schweizerischer Chemiker und Professor an der ETH Zürich
- Karel Svoboda (1938–2007), Komponist
- Stanislav Tereba (1938–2023), Fotograf
- Jiří Toman (1938–2020), tschechisch-schweizerischer Jurist

##### 1939
- Peter Deutsch (* 1939), deutscher Regisseur und Drehbuchautor
- Hans Heinrich Formann (1939–2016), österreichischer Schriftsteller
- Ivan Kraus (* 1939), Puppenspieler, Schauspieler, Kabarettist, Schriftsteller und Drehbuchautor
- Josef Michl (1939–2024), tschechoslowakisch-US-amerikanischer Chemiker
- Ladislav Mrkvička (1939–2020), Schauspieler
- Ivan Steiger (1939–2025), tschechisch-deutscher Karikaturist, Zeichner und Illustrator, Autor und Regisseur

##### 1940
- Dieter Bös (1940–2004), österreichischer Jurist
- Jana Brejchová (* 1940), Schauspielerin
- Jana Drbohlavová (1940–2019), Schauspielerin
- Otto Jelinek (* 1940), Eiskunstläufer
- Marie Kinsky von Wchinitz und Tettau (1940–2021), Fürstin von und zu Liechtenstein und Ehefrau von Fürst Hanns Adam II.
- Heinz Klevenow (1940–2021), deutscher Schauspieler
- Jan Kuklík (1940–2009), Neuzeithistoriker, Hochschullehrer und Fachbuchautor
- Eda Kriseová (* 1940), Journalistin und Schriftstellerin
- Ladislav Křiváček (1940–1989), Schauspieler
- Dietger Pforte (* 1940), deutscher Literaturwissenschaftler und Hochschullehrer
- Peter Rohde (1940–2015), deutscher Ingenieur und Industriemanager
- Karel Růžička (1940–2016), Jazzpianist und Komponist
- Pavel Smetáček (1940–2022), tschechischer Jazzklarinettist, -saxophonist und Komponist
- Oldřich Teplý (* 1940), Eisschnellläufer

#### 1941 bis 1950

##### 1941
- Volker Albrecht (* 1941), Professor für Geographie und ihre Didaktik
- Sigrit Behrenz (* 1941), deutsche Eisschnellläuferin
- Hanuš Berka (1941–1978), Jazzmusiker
- Vladimír Borecký (1941–2009), Dozent
- Antonín Brousek (1941–2013), Dichter und Literaturkritiker
- Gerhard Gleich (* 1941), österreichischer Künstler
- Jana Hlavaty (* 1941), US-amerikanische Skilangläuferin
- Jan Hron (* 1941), Agrarwissenschaftler und Rektor Emeritus der CZU Prag
- Josef Jelínek (1941–2024), Fußballspieler
- Horst Uwe Keller (* 1941), deutscher Physiker und Hochschullehrer
- Jan Klapáč (* 1941), Eishockeyspieler
- Václav Klaus (* 1941), Politiker und Wirtschaftswissenschaftler
- Sid Kucera (1941–2025), Schweizer Jazzmusiker
- Václav Mašek (* 1941), Fußballspieler
- Maria-Elisabeth Schaeffler (* 1941), österreichisch-deutsche Unternehmerin
- Pavel Sedláček (* 1941), Rocksänger, -gitarrist und -komponist
- Katharina Sieverding (* 1941), deutsche Künstlerin
- Rudolf Steiner (* 1941), deutscher Biophysiker und Hochschullehrer
- Gert Strobl (* 1941), deutscher Physiker und Hochschullehrer
- Petr Uhl (1941–2021), Publizist und Dissident
- Oldřich Vašíček (* 1941), Mathematiker

##### 1942
- Monika Baumgartl (* 1942), deutsche Fotografin und Performance-Künstlerin
- Věra Čáslavská (1942–2016), Kunstturnerin
- Bohuslav Diviš (1942–1976), Mathematiker
- Gerhard Gerlich (1942–2014), Physiker und Hochschullehrer
- Susanne Heine (* 1942), österreichische evangelische Pfarrerin
- Petr Janda (* 1942), Musiker
- Vlastimil Jansa (* 1942), Schach-Großmeister
- Maria Jelinek (* 1942), kanadische Eiskunstläuferin
- Svatopluk Karásek (1942–2020), evangelischer Pfarrer, Liedermacher und Politiker
- Petr Kment (1942–2013), Ringer
- Petr Kotík (* 1942), Komponist
- Karel Masopust (1942–2019), Eishockeyspieler
- Ivan Mládek (* 1942), Komponist, Songwriter und Komiker
- Jiří Panyr (1942–2010), deutscher Mathematiker und Informationswissenschaftler
- Roland Posner (1942–2020), tschechisch-deutscher Semiotiker und Linguist
- Blanka Říhová (* 1942), Immunologin
- Ivan Sazima (* 1942), tschechoslowakisch-brasilianischer Wirbeltierzoologe
- Karol Sidon (* 1942), Rabbiner und Schriftsteller
- Vladimír Škoda (* 1942), Bildhauer
- Vladimír Smutný (1942–2025), Kameramann
- Jiří Stivín (* 1942), Musiker
- Pavel Wohl (* 1942), Eishockeyspieler und -trainer
- Václav Zahradník (1942–2001), Dirigent, Komponist und Arrangeur

##### 1943
- Michael Ahlt (1943–2016), deutscher Jurist
- František Ringo Čech (* 1943), Schlagzeuger, Rockmusiker, Sänger, Schriftsteller und Maler
- Karel Černoch (1943–2007), Sänger, Komponist und Moderator
- Karla Chadimová (* 1943), Schauspielerin
- Peter Czejke (* 1943), österreichischer Kinderdarsteller
- Walter Theodor Dick (* 1943), Schweizer Orthopäde und Hochschullehrer
- Ursula Engelen-Kefer (* 1943), stellvertretende Vorsitzende des DGB
- Mirko Frýba (1943–2016), Psychoanalytiker
- Karel Herbst (* 1943), Ordensgeistlicher und emeritierter römisch-katholischer Weihbischof in Prag
- Margot Hofer (* 1943), österreichische Volkswirtin  und Politikerin, Salzburger Landesrätin
- Lubomir Kavalek (1943–2021), US-amerikanischer Schachgroßmeister
- Joe Kučera (* 1943), Musiker
- Michael Kunze (* 1943), deutscher Liedtexter, Schriftsteller und Librettist
- Petr Lacina (* 1943), Badmintonspieler
- Dagmar Lassander (* 1943), deutsche Schauspielerin
- Anton „Tonda“ Mozr (* 1943), Volleyball-Nationalspieler
- Václav Neckář (* 1943), Sänger und Schauspieler
- Petr Packert (1943–2003), Fußballspieler und -trainer
- Michael Palme (1943–2010), deutscher Sportjournalist
- Bernd Richter (* 1943), Politiker
- Fritz Schediwy (1943–2011), deutscher Schauspieler und Theaterregisseur
- Olga Schoberová (* 1943), Schauspielerin
- Wolfgang Schuh (* 1943), deutscher Fußballspieler
- Petr Skarke (1943–1999), Schauspieler
- Renate Spitzner (* 1943), österreichische Komponistin (OeGZM), Musikerin, Musikpädagogin und Musiktherapeutin
- Karel Stretti (1943–2018), Restaurator
- Geertje Suhr (* 1943), deutsche Schriftstellerin und Germanistin
- František Veselý (1943–2009), Fußballspieler

##### 1944
- Václav Bělohradský (* 1944), Philosoph, Soziologe und Politologe
- Klaus-Günther Biederbick (* 1944), deutscher Staatssekretär im Bundesministerium der Verteidigung
- Werner Busch (* 1944), deutscher Kunsthistoriker
- Jiřina Čermáková (1944–2019), tschechoslowakische Hockeyspielerin
- Václav Dušek (* 1944), Prosaist und Szenarist
- Renate Feyl (* 1944), deutsche Schriftstellerin
- Jiří Holeček (* 1944), Eishockeytorhüter
- Hans Huber (* 1944), österreichischer Sportkommentator
- Rudolf Hübner (* 1944), Leichtathlet
- Thomas Jech (* 1944), Mathematiker
- Milan Kunc (* 1944), Maler
- Hana Pastejříková (* 1944), Schauspielerin
- Josef Protschka (* 1944), deutscher Opern-, Lied- und Oratoriensänger
- Hanns-Eberhard Schleyer (* 1944), deutscher Verwaltungsjurist und Verbändefunktionär
- Christine Schorn (* 1944), deutsche Schauspielerin
- Bohuslav Svoboda (* 1944), Gynäkologe und Politiker
- Jana Synková (1944–2024), Schauspielerin
- Vladimír Táborský (* 1944), Fußballspieler und -trainer
- Peter Vogt (1944–2013), Münchner Maler expressiv-gegenständlicher Gemälde
- Thomas Zotz (* 1944), Historiker

##### 1945
- Wladimir Aichelburg (* 1945), Historiker und Publizist
- Hans-Wolfgang Arndt (* 1945), Professor für Steuerrecht
- Michael Fischer (1945–2014), österreichischer Politik- und Sozialwissenschaftler
- Hynek Klimek (* 1945), Journalist, Buchautor und Drehbuchautor
- Dieter Langer (1945–2002), österreichischer Politiker und Immobilienverwalter
- Jan Minařík (1945–2022), tschechisch-deutscher Tänzer und Fotograf
- Libuše Moníková (1945–1998), Schriftstellerin
- Ondřej Neff (* 1945), Schriftsteller der Sci-Fi-Literatur und Journalist
- Jaroslav Poncar (* 1945), Photograph
- Milan Pospíšil (* 1945), Musikwissenschaftler
- Sigrid Skarpelis-Sperk (* 1945), deutsche Politikerin
- Tomáš Vačkář (1945–1963), Komponist
- Natalie Venclová (* 1945), Archäologin
- Bohumil Veselý (* 1945), Fußballspieler

##### 1946
- Věra Bartošková (* 1946), Publizistin und Dichterin
- Antonín Baudyš (1946–2010), Politiker, Physiker und Astrologe
- Jiří Bělohlávek (1946–2017), Dirigent
- Milan Buben (* 1946), Historiker und Heraldiker
- Josef Capoušek (1946–2025), Kanusport-Trainer
- Vašek Chvátal (* 1946), tschechisch-kanadischer Mathematiker
- Pavel Exner (* 1946), mathematischer Physiker
- Eva Hahn (* 1946), Historikerin
- Peter Heller (* 1946), deutscher Dokumentarfilmer und Produzent
- Daniela Hodrová (1946–2024), Literaturtheoretikerin und Schriftstellerin
- Berta Hrubá (1946–1998), Hockeyspielerin
- Rudolf Hrušínský junior (* 1946), Schauspieler
- Dennis V. Kent (* 1946), US-amerikanischer Geophysiker
- Jiří Kochta (1946–2025), Eishockeyspieler und -trainer
- Jan Kodeš (* 1946), Tennisspieler
- Martin Kratochvíl (* 1946), Jazzmusiker, Dokumentarfilmer und Geschäftsmann
- Jaroslav Kunz (* 1946), Tischtennisspieler
- Radim Hladík (1946–2016), Musiker
- David Slama (1946–2020), deutscher Kameramann und Professor für Kamera – Director of Photography an der IFS Köln
- Petr Svojtka (1946–1982), Schauspieler
- Peter Tupy (1946–2005), tschechisch-britischer Kameramann, Animator und Spezialeffektkünstler
- Ivan Vyskočil (* 1946), Schauspieler
- Jitka Zelenohorská (* 1946), Schauspielerin
- Peter V. Zima (* 1946), österreichischer Literaturwissenschaftler

##### 1947
- Jana Bellin (* 1947), Schachmeisterin
- Otto Borik (* 1947), deutscher Schachspieler und -autor
- Zuzana Burianová (1947–2022), Sängerin und Schauspielerin
- Karel Dirka (1947–2014), tschechisch-deutscher Filmproduzent
- Milena Dvorakova (* 1947), tschechische Hochschullehrerin für Sprachwissenschaften
- Helen Epstein (* 1947), US-amerikanische Schriftstellerin
- Alena Fürnberg (* 1947), deutsche Sprechwissenschaftlerin und Sprecherzieherin
- Karel Heřmánek (1947–2024), tschechischer Schauspieler, Synchronsprecher, Theaterregisseur und Theaterbetreiber
- Vítězslav Jandák (* 1947), Schauspieler und Politiker
- Zdeněk Juračka (1947–2017), Rock-Gitarrist
- Rudolf Kučera (1947–2019), Politikwissenschaftler
- Ivan Kurz (* 1947), Komponist und Musikpädagoge
- Jiří Kylián (* 1947), Balletttänzer und Choreograf
- Peter Littmann (* 1947), deutscher Manager und Unternehmensberater
- Květoslav Mašita (* 1947), Endurosportler
- Jaroslav Pánek (* 1947), Historiker
- Jana Pavlik (* 1947), Politiker
- Marie-Louise Perrenoud (* 1947), französische Eisschnellläuferin
- Jiří Rak (* 1947), Historiker
- Martin Štěpánek (1947–2010), Schauspieler
- Miroslav Vitouš (* 1947), Jazz-Bassist und -Komponist
- Oldřich Vízner (* 1947), Schauspieler
- Helena Vondráčková (* 1947), Sängerin und Schauspielerin
- Zdeněk Zeman (* 1947), italienischer Fußballtrainer

##### 1948
- Luboš Andršt (1948–2021), Blues- und Jazzmusiker
- Miloslav Bednář (* 1948), Akademiker
- Marie Benešová (1948–2024), Politikerin
- Daniela Fischerová (* 1948), Dramatikerin und Prosaistin
- Tomáš Halík (* 1948), Soziologe, Religionsphilosoph und römisch-katholischer Priester
- Jan Hammer (* 1948), tschechisch-US-amerikanischer Jazzmusiker
- Milena Kalinovska (* 1948), Kunsthistorikerin und Kuratorin
- Ivan Klánský (* 1948), Pianist und Musikpädagoge
- Ivan Král (1948–2020), Bassist, Gitarrist und Komponist
- Karel Neffe (1948–2020), tschechoslowakischer Ruderer
- Antonín Panenka (* 1948), Fußballspieler
- Arno Pařík (* 1948), Kunsthistoriker und Sachbuchautor
- Pavel Pešta (1948–2007), Jazzmusiker
- Eva Polak (* 1948), deutsche Hörspiel-, Drehbuch- und Kinderbuchautorin
- Jiří Polák (1948–2014), tschechisch-deutscher Schriftsteller, Dramaturg, Drehbuch- und Hörspielautor
- Angela Stachowa (1948–2022), deutsch-sorbische Schriftstellerin und Politikerin
- Josef Straka (* 1948), tschechoslowakischer Ruderer

##### 1949
- Michal Ajvaz (* 1949), Prosaiker, Dichter, Essayist und Übersetzer
- Dadja Altenburg-Kohl (* 1949), Ärztin und Unternehmerin, Kunstsammlerin und -mäzenin
- Petra Černocká (* 1949), Schauspielerin und Sängerin
- Michael Deiml (* 1949), Bildhauer
- Josef Jurkanin (* 1949), Fußballspieler
- Peter Kahane (* 1949), deutscher Filmregisseur
- Jiří Korn (* 1949), Sänger, Stepptänzer und Schauspieler
- Vladek Lacina (* 1949), Ruderer
- Hana Mašková (1949–1972), Eiskunstläuferin

##### 1950
- Jiří Fryš (* 1950), Fußballtrainer
- Otomar Kvěch (1950–2018), Komponist und Musikpädagoge
- Jiří Lábus (* 1950), Schauspieler
- Ivan Liška (* 1950), deutsch-tschechischer Tänzer
- Václav Malý (* 1950), Titularbischof von Marcelliana und Weihbischof in Prag
- Vladimír Mikulka (* 1950), Gitarrist
- Leo Pavlát (* 1950), Journalist, Diplomat, Museologe, Kinder- und Sachbuchautor
- Josef Pešice (1950–2017), Fußballspieler und -trainer
- Milena Rezková (1950–2014), Leichtathletin

#### 1951 bis 1960

##### 1951
- Eduard Douša (* 1951), Komponist
- Tomáš Durdík (1951–2012), Mittelalterarchäologe und Burgenforscher
- Jan Faktor (* 1951), tschechisch-deutscher Schriftsteller und Übersetzer
- Jan Fischer (* 1951), Politiker
- Dušan Hejbal (* 1951), Bischof
- Jan Kasl (* 1951), Politiker
- Jan Kmoch (* 1951), Fußballtrainer
- Miroslav Koubek (* 1951), Fußballspieler und -trainer
- Eduard Kubů (* 1951), Historiker
- Ladislav Lábus (* 1951), Architekt
- Kateřina Lírová (* 1951), Schauspielerin
- Vlasta Parkanová (* 1951), Politikerin
- Vojtěch Saudek (1951–2003), Komponist
- Vladimír Špidla (* 1951), Politiker
- Milan Svoboda (* 1951), Jazzmusiker

##### 1952
- Andrea Čunderlíková (* 1952), Schauspielerin
- Jana Eberle (1952–2024), deutsche Tischtennisspielerin
- Alexander Lapin (* 1952), österreichischer Chemiker, Mediziner, Theologe, Universitätsdozent und orthodoxer Seelsorger des Bundesheeres
- Vasil Mohorita (* 1952), Politiker
- Milan Orlowski (* 1952), Tischtennisspieler
- Ivan Pokorný (* 1952), Regisseur, Schauspieler und Drehbuchautor
- Avital Ronell (* 1952), israelische Germanistin
- Jan Švejnar (* 1952), tschechisch-amerikanischer Wirtschaftswissenschaftler
- Marek Zvelebil (1952–2011), britischer Prähistoriker

##### 1953
- Jiří Balík (* 1953), Agrarwissenschaftler und Rektor Emeritus der CZU Prag
- Christoph (* 1953), Erzbischof von Prag und von 2006 bis 2013 Metropolit der Orthodoxen Kirche der Tschechischen Länder und der Slowakei
- Jiří Kovanda (* 1953), Künstler
- Jan Kraus (* 1953), Schauspieler, Moderator, Regisseur und Drehbuchautor
- Klara Landau (* 1953), Schweizer Augenärztin und Hochschullehrerin
- Taťjana Medvecká (* 1953), Schauspielerin und Synchronsprecherin
- Miroslav Šik (* 1953), Schweizer Architekt, Architekturtheoretiker und Professor
- Gejza Valent (1953–2024), Diskuswerfer

##### 1954
- Michael Bielický (* 1954), tschechisch-deutscher Medienkünstler
- Richard Čemus (* 1954), katholischer Theologe
- Karel Dudesek (* 1954), Künstler und Kunstprofessor
- Jan Fantl (* 1954), deutscher Filmproduzent
- Alena Gajdůšková (* 1954), Politikerin
- Ondřej Havelka (* 1954), Schauspieler, Regisseur, Sänger und Bandleader
- Zdeněk Hruška (* 1954), Fußballtorhüter und -trainer
- Radek John (* 1954), Publizist, Schriftsteller, Drehbuchautor und Politiker
- Michael Kocáb (* 1954), Musiker und Politiker
- Jana Krausová (* 1954), Schauspielerin und Künstlerin
- Lenka Pichlíková-Burke (* 1954), Schauspielerin
- Zdeněk Zelenka (* 1954), Drehbuchautor und Regisseur
- Michael Zochow (1954–1992), tschechisch-schweizerischer Schriftsteller, Dramaturg, Hörspielautor und Drehbuchautor

##### 1955
- Jan Berger senior (* 1955), Fußballspieler und -trainer
- Jan Hrušínský (* 1955), Schauspieler
- Peter Kosta (* 1955), Slawist
- Jaroslava Kretschmerová (* 1955), Schauspielerin und Synchronsprecherin
- Halina Pawlowská (* 1955), Schriftstellerin, Dramaturgin, Publizistin und Verlegerin
- Simona Stašová (* 1955), Schauspielerin
- Milena Steinmasslová (* 1955), Schauspielerin
- Eva Zažímalová (* 1955), Biochemikerin und Zellbiologin

##### 1956
- David Elias (* 1956), Schweizer Jazz-Schlagzeuger
- Markéta Fialková (1956–2011), Diplomatin und Dissidentin
- Jaromír Jermář (* 1956), Historiker und Politiker
- Jaromir Konecny (* 1956), Schriftsteller und Naturwissenschaftler
- Vladimir Kulich (* 1956), tschechisch-kanadischer Schauspieler
- Michaela Marek (1956–2018), tschechisch-deutsche Kunsthistorikerin
- Martina Navratilova (* 1956), Tennisspielerin
- Dagmar Patrasová (* 1956), Film- und Fernsehschauspielerin, Sängerin und Moderatorin
- Jiří Růžička (1956–1999), Schauspieler und Drehbuchautor
- Jaroslava Schallerová (* 1956), Schauspielerin
- Cyril Svoboda (* 1956), Politiker
- Jaroslav Tůma (* 1956), Organist
- Romana Vaccaro (Romana Kahlerová; 1956–2024), tschechisch-deutsche Opernsängerin (Sopran)
- Mirko Votava (* 1956), deutscher Fußballspieler und -trainer

##### 1957
- Ivan Blecha (* 1957), Philosoph
- Jiří Havel (1957–2012), Wirtschaftswissenschaftler und Politiker
- Vladimír Kadlec (* 1957), deutscher Basketballspieler
- Patrik Ouředník (* 1957), Autor und Übersetzer
- Martin Penc (* 1957), Radrennfahrer

##### 1958
- Jan Beneš (* 1958), Autor
- Vladimír Dlouhý (1958–2010), Schauspieler
- Petr Halmay (* 1958), Dichter
- Jiří Hrdina (* 1958), Eishockeyspieler
- Stanislav Levý (* 1958), Fußballspieler und -trainer
- Regina Maršíková (* 1958), Tennisspielerin
- Petr Rada (* 1958), Fußballspieler und -trainer
- Marek Vokáč (1958–2021), Schachspieler, Schachjournalist, Schachtrainer und Schachfunktionär

##### 1959
- Zuzana Brabcová (1959–2015), Schriftstellerin
- Aleš Brichta (* 1959), Rock-Sänger
- Martin Bursík (* 1959), Politiker
- Ivan G'Vera (* 1959), tschechisch-US-amerikanischer Schauspieler
- Tomáš Kříž (* 1959), Fußballspieler
- Daniel Pešta (* 1959), Multimedia-Künstler
- Eliška Richtrová (* 1959), Schachspielerin
- Martin Smolka (* 1959), Komponist
- Alena Volrábová (* 1959), Kunsthistorikerin

##### 1960
- Maxim Biller (* 1960), deutscher Schriftsteller und Kolumnist
- Markéta Hejkalova (* 1960), Verlegerin, Schriftstellerin und Übersetzerin
- Luboš Hilgert (* 1960), Kanute
- Jan Kerhart (* 1960), deutsch-tschechischer Kameramann und Fernsehproduzent
- Jan Kubista (* 1960), Mittelstreckenläufer
- Rudy Linka (* 1960), tschechisch-amerikanischer Gitarrist
- Jindra Nečasová Nardelli (* 1960), Komponistin, Pianistin und Musikpädagogin
- Dolores Storková (* 1960), Beachvolleyballspielerin
- Marek Vašut (* 1960), Filmschauspieler
- Peter Zeitlinger (* 1960), österreichischer Filmemacher und Kameramann

#### 1961 bis 1970

##### 1961
- Michaela Pavlátová (* 1961), Animatorin
- Jiří Baloun (* 1961), Offizier
- Martin Povejšil (1961–2023), Diplomat
- Farhad Showghi (* 1961), iranisch-deutscher Arzt und Schriftsteller
- Robert Štěrba (* 1961), Radrennfahrer
- Aleš Trčka (* 1961), Radrennfahrer
- Alexandr Vondra (* 1961), Politiker

##### 1962
- Antonin Brousek (* 1962), tschechisch-deutscher Übersetzer, Jurist und Politiker
- Ivan Hajek (* 1962), Akkordeonist und Komponist
- Aleš Höffer (1962–2008), Hürdenläufer, Halleneuropameister
- Klára Hůrková (* 1962), tschechisch-deutsche Schriftstellerin
- Tomáš Jelínek (* 1962), Eishockeyspieler
- Rachel Kohn (* 1962), tschechisch-deutsche Bildhauerin
- Janek Ledecký (* 1962), Popmusiker und Sänger
- Hana Mandlíková (* 1962), Tennisspielerin
- Pavel Svoboda (* 1962), Politiker
- Jáchym Topol (* 1962), Schriftsteller
- Michal Viewegh (* 1962), Autor und Publizist

##### 1963
- Pavel Bém (* 1963), Politiker und Arzt
- Stanislava Coufalová (* 1963), Schauspielerin
- Richard Hobzik (* 1963), Badmintonspieler
- Filip Karfík (* 1963), Philosoph und Philosophiehistoriker
- Martin Klapper (* 1963), Musiker und Multimediakünstler
- Jiří Matoušek (1963–2015), Mathematiker
- Gabor Meszaros (* 1963), Schweizer Fagottist und Lehrer
- Daniel Micka (* 1963), Schriftsteller und Übersetzer
- Jan Pinkava (* 1963), britisch-tschechischer Animator, Regisseur und Drehbuchautor
- Jiří Šedivý (* 1963), Politiker und Diplomat
- Milan Šrejber (* 1963), Tennisspieler
- Jan Zahradil (* 1963), Politiker

##### 1964
- Igor Bauersima (* 1964), Schweizer Dramatiker und Regisseur
- Alexander Baumann (* 1964), kanadischer Schwimmer
- Jana Bobošíková (* 1964), Politikerin
- Petr Bříza (* 1964), Eishockeytorhüter und -funktionär
- Jakob Hlasek (* 1964), Schweizer Tennisspieler
- Michal Hofbauer (1964–2013), Schauspieler
- Veronika Jeníková (* 1964), Schauspielerin
- Frank Kortan (* 1964), Maler
- Patrik Kotas (* 1964), Architekt und Designer
- Michal Lobkowicz (* 1964), Politiker
- Katherina Matousek (* 1964), kanadische Eiskunstläuferin
- Vojtěch Petráček (̈* 1964), Kernphysiker und Rektor der CVUT
- Richard Žemlička (* 1964), Eishockeyspieler

##### 1965
- Michal Bílek (* 1965), Fußballspieler und -trainer
- Petr Ježek (* 1965), Politiker
- Petr Kozák (* 1965), Orientierungsläufer
- Pavel Mayer (* 1965), deutscher Unternehmer und Politiker
- Thomas Pokorný (* 1965), deutsch-tschechischer Eishockeyspieler
- Michal Šanda (* 1965), Schriftsteller
- Marek Schovánek (* 1965), kanadischer Künstler
- Helena Suková (* 1965), Tennisspielerin
- Filip Topol (1965–2013), Sänger, Songwriter und Pianist

##### 1966
- Petr Barna (* 1966), Eiskunstläufer
- Günter Bittengel (* 1966), Fußballspieler und -trainer
- David Nykl (* 1966), kanadischer Schauspieler
- František Štorm (* 1966), Schriftentwerfer
- Adriana Tarábková (* 1966), Schauspielerin
- Kevin V. Ton (* 1966), Fotograf
- David Volek (* 1966), Eishockeyspieler, -trainer und -scout

##### 1967
- Martin Barták (* 1967), Neurochirurg und Politiker
- Mahulena Bočanová (* 1967), Schauspielerin
- Zbyněk Busta (* 1967), Fußballspieler und -trainer
- David Černý (* 1967), Bildhauer
- Marcus Deml (* 1967), Gitarrist
- Jana Hora (* 1967), Schauspielerin
- Jan Hřebejk (* 1967), Regisseur und Drehbuchautor
- Lukáš Hurník (* 1967), Komponist
- Jan Kuklík (* 1967), Rechtshistoriker, Hochschullehrer und Fachbuchautor
- Martin Mádl (* 1967), Kunsthistoriker
- Martin Pulpit (* 1967), Fußballspieler und -trainer
- Jiří Straka (* 1967), Maler und Sinologe
- Cyril Suk (* 1967), Tennisspieler
- Pavel Tesař (* 1967), Radrennfahrer
- Dušan Uhrin junior (* 1967), Fußballspieler und -trainer
- Dana Vávrová (1967–2009), tschechisch-deutsche Filmschauspielerin und -regisseurin
- Petr Zelenka (* 1967), Dramatiker, Szenarist und Regisseur

##### 1968
- Tereza Brodská (* 1968), Schauspielerin
- Michal Dlouhý (* 1968), Schauspieler
- Katja Fusek (* 1968), tschechisch-schweizerische Schriftstellerin
- Werner Hauptmann (* 1968), Politiker
- Štěpánka Hilgertová (* 1968), Kanutin
- Tomáš Holý (1968–1990), Schauspieler und Kinderstar
- Vanda Hybnerová (* 1968), Schauspielerin
- Petr Korda (* 1968), Tennisspieler
- František Kučera (* 1968), Eishockeyspieler
- Pavel Kuka (* 1968), Fußballspieler
- Daniel Landa (* 1968), Sänger und Schauspieler
- Radek Tóth (* 1968), Eishockeytorhüter
- Miloš Vaník (* 1968), deutsch-tschechischer Eishockeyspieler

##### 1969
- Dolly Buster (* 1969), Pornodarstellerin
- Stanislav Gross (1969–2015), Politiker
- Petr Kouba (* 1969), Fußballspieler und -trainer
- Veronika Křesťanová (* 1969), Juristin
- Jitka Lacinová (* 1969), Badmintonspielerin
- David Ondříček (* 1969), Filmregisseur, Drehbuchautor und Filmproduzent
- Martin Pěnička (1969–2023), Fußballspieler
- Jan Šépka (* 1969), Architekt und Professor
- František Veselý (* 1969), Fußballspieler
- Dana Weber (* 1969), deutsche Tischtennisspielerin und -trainerin
- Michal Zach (* 1969), Fußballspieler und -trainer

##### 1970
- Petr Bakalář (* 1970), Publizist und Psychologe
- Saša Gedeon (* 1970), Filmregisseur und Drehbuchautor
- Roman Hogen (* 1970), Fußballspieler
- Pavel Hynek (* 1970), Eishockeytrainer
- Barbora Kodetová (* 1970), Schauspielerin
- Petra Neomillnerová (* 1970), Buchrezensentin
- Jiří Novotný (* 1970), Fußballspieler
- Martina Pachmanová (* 1970), Kunsthistorikerin
- Lukáš Pollert (* 1970), Kanute
- Vladimir Rubes (* 1970), Eishockeyspieler und -trainer
- Pavel Vízner (* 1970), Tennisspieler
- Pat Zapletal (* 1970), österreichische Journalistin, Autorin und Personal Coach
- Lenka Župková (* 1970), Geigerin, Bratschistin und Komponistin

#### 1971 bis 1980

##### 1971
- Halina Bertram (* 1971), Pianistin
- Andrea Češková (* 1971), Politikerin
- Lucia Gailová (* 1971), Schauspielerin
- Rudolf Juřícký (* 1971), Radrennfahrer
- Eva Lacinová (* 1971), Badmintonspielerin
- Klára Pollertová (* 1971), Schauspielerin
- Stanislav Přibyl (* 1971), Ordensgeistlicher, Bischof von Leitmeritz
- Daniel Vacek (* 1971), Tennisspieler

##### 1972
- Žaneta Fuchsová (* 1972), Kinderschauspielerin
- Markéta Hrubesová (* 1972), Schauspielerin
- Miloš Slabý (* 1972), Handballtorhüter
- Andrea Strnadová (* 1972), Tennisspielerin
- Pavla Vykopalová (* 1972), Sopranistin

##### 1973
- Patrik Berger (* 1973), Fußballspieler
- Richard Bláha (* 1973), Sounddesigner und Filmkomponist
- Kateřina Čapková (* 1973), Historikerin und Hochschullehrerin
- Petra Kheková (* 1973), Handballspielerin
- Jan Filip (* 1973), Handballspieler
- Petr Gabriel (* 1973), Fußballspieler
- Tomáš Hunal (* 1973), Fußballspieler
- Marek Kincl (* 1973), Fußballspieler
- Renata Kochta (* 1973), Tennisspielerin
- Antonín Mlejnský (* 1973), Fußballspieler
- Michal Sup (* 1973), Eishockeyspieler
- Petr Vabroušek (* 1973), Triathlet
- Stani Vana (* 1973), österreichischer Musiker, DJ und Musikproduzent
- Lukáš Vydra (* 1973), Mittelstreckenläufer

##### 1974
- Petr Beneš (* 1974), Beachvolleyballspieler
- Lucie Böhm (* 1974), österreichische Orientierungsläuferin
- Radek Černý (* 1974), Fußballtorhüter
- Jakub Dovalil (* 1974), Fußballspieler und -trainer
- Michal Frankl (* 1974), Historiker
- Marta Jandová (* 1974), Musikerin
- Pavel Kolář (* 1974), Historiker
- Tereza Macel (* 1974), Triathletin
- Jan Passer (* 1974), Richter am Europäischen Gerichtshof
- Jan Poděbradský (* 1974), Leichtathlet
- Tomáš Poštulka (* 1974), Fußballtorhüter
- Theodora Remundová (* 1974), Schauspielerin und Dokumentarfilmerin

##### 1975
- Robert Barta (* 1975), Objekt- und Installationskünstler
- Dita Charanzová (* 1975), Politikerin
- Marek Epstein (* 1975), Drehbuchautor
- Pavel Horváth (* 1975), Fußballspieler
- Martin Hyský (* 1975), Fußballspieler
- Antonín Kinský (* 1975), Fußballspieler
- Marketa Kochta (* 1975), deutsche Tennisspielerin
- Petr Mach (* 1975), Politiker
- Filip Minarik (1975–2023), Jockey
- Petr Pála (* 1975), Tennisspieler
- Jaroslav Škach (* 1975), Volleyballspieler
- Petra Škvařilová-Pelzl (* 1975), Richterin am Gericht der Europäischen Union
- Ondřej Sosenka (* 1975), Radrennfahrer
- Miroslav Srnka (* 1975), Komponist und Musikwissenschaftler
- Tomáš Vlasák (* 1975), Eishockeyspieler
- Michal Vorel (* 1975), Fußballtorhüter

##### 1976
- Andrea Absolonová (1976–2004), Turmspringerin, Pornodarstellerin und Fotomodell
- Jaroslav Bednář (* 1976), Eishockeyspieler
- Jan Berger junior (* 1976), tschechisch-schweizerischer Fußballspieler
- Anna Geislerová (* 1976), Schauspielerin
- Jan Hlaváč (* 1976), Eishockeyspieler
- Jaroslav Hlinka (* 1976), Eishockeyspieler
- Renata Landgráfová (* 1976), Ägyptologin

##### 1977
- Petr Kadlec (* 1977), Eishockeyspieler
- Tomáš Klinka (* 1977), Fußballspieler
- Marcel Lička (* 1977), Fußballspieler
- Roman Málek (* 1977), Eishockeytorhüter
- Petr Mikšíček (* 1977), Kulturwissenschaftler, Fotograf und Buchautor
- Pavel Novotný (* 1977), Pornodarsteller
- Pavel Pergl (1977–2018), Fußballspieler
- Adam Petrouš (* 1977), Fußballspieler
- Karel Pilař (* 1977), Eishockeyspieler
- Jiří Rosický (* 1977), Fußballspieler
- Luděk Stracený (* 1977), Fußballspieler

##### 1978
- Michal Biza (* 1978), Volleyballspieler
- Tatiana Čecháková-Vilhelmová (* 1978), Film- und Theaterschauspielerin
- Lenka Háječková (* 1978), Volleyball- und Beachvolleyballspielerin
- Jan Hejda (* 1978), Eishockeyspieler
- Daniel Kubeš (* 1978), Handballspieler
- André Ourednik (* 1978), französischsprachiger Schweizer Schriftsteller und Geograph
- Kamila Polak, geborene Davidová (* 1978), tschechisch-österreichische Triathletin
- Robin Polák (* 1978), deutscher Regisseur
- Alena Šeredová (* 1978), Fotomodell
- Štěpán Tesařík (* 1978), Leichtathlet
- Šimon Voseček (* 1978), Komponist

##### 1979
- Denisa Chládková (* 1979), Tennisspielerin
- Jan Hernych (* 1979), Tennisspieler
- Petra Hůlová (* 1979), Schriftstellerin
- Klára Issová (* 1979), Film- und Theaterschauspielerin
- Martin Jiránek (* 1979), Fußballspieler
- Zdeněk Klauda (* 1979), Komponist und Musikwissenschaftler
- Václav Kočí (* 1979), Eishockeyspieler
- Tereza Kotyk (* 1979), österreichisch-tschechische Filmregisseurin, Autorin und Kuratorin
- Petr Míka (* 1979), Eishockeyspieler
- Martina Novotná (* 1979), Volleyballspielerin
- Michal Pospíšil (* 1979), Fußballspieler
- Matěj Spurný (* 1979), Historiker
- Lukáš Zelenka (* 1979), Fußballspieler

##### 1980
- Hana Blažíková (* 1980), Sopranistin und Harfenistin
- Zsófia Boros (* 1980), ungarische Gitarristin
- Jana Cova (* 1980), Pornodarstellerin und Fotomodell
- David Dorůžka (* 1980), Jazzmusiker
- Veronika Dytrt (* 1980), tschechisch-deutsche Eiskunstläuferin
- Stanislav Kozubek (* 1980), Radrennfahrer
- Angel Krstev (* 1980), Eishockeyspieler
- Tomáš Klouček (1980–2025), Eishockeyspieler
- Martin Lébl (* 1980), Volleyball- und Beachvolleyballspieler
- Tomáš Rosický (* 1980), Fußballspieler
- Lukáš Slavický (* 1980), Tänzer
- Jana Šmeralová (* 1980), Squashspielerin
- Zuzana Vejvodová (* 1980), Schauspielerin
- Lucie Vondráčková (* 1980), Schauspielerin und Sängerin

#### 1981 bis 1990

##### 1981
- Caylian Curtis (* 1981), Pornodarstellerin
- Tomáš Duba (* 1981), Eishockeytorhüter
- David Gögh (* 1981), Fußballspieler
- Tomáš Hübschman (* 1981), Fußballspieler
- Martha Issová (* 1981), Schauspielerin
- David Kočí (* 1981), Eishockeyspieler
- Jan Minář (* 1981), Tennisspieler
- Michal Novotný (* 1981), Snowboarder
- Dora Pavlíková (* 1981), Sopranistin
- Tomáš Pešír (* 1981), Fußballspieler
- Michal Prokop (* 1981), Radrennfahrer
- Julie Silver (* 1981), Pornodarstellerin
- Martin Slanar (* 1981), Tennisspieler

##### 1982
- David Bakeš (* 1982), Snowboarder
- Jiří Beran (* 1982), Degenfechter
- Jan Fila (* 1982), Komponist, Arrangeur, Kirchenorganist, Musikwissenschaftler und Lehrer
- Gipsy (* 1982), Rapper
- Kryštof Hádek (* 1982), Schauspieler
- Lenka Kubálková (* 1982), Schauspielerin
- Zuzana Light, geb. Majorová (* 1982), Fitnesssportlerin
- Tomáš Netík (* 1982), Eishockeyspieler
- Klára Zakopalová (* 1982), Tennisspielerin

##### 1983
- Roman Bednář (* 1983), Fußballspieler
- Jiří Bílek (* 1983), Fußballspieler
- Ivan Habernal (* 1983), Jazzmusiker und Informatiker
- Tomáš Jun (* 1983), Fußballspieler
- Martin Kolář (* 1983), Fußballspieler
- Milan Petržela (* 1983), Fußballspieler
- František Raboň (* 1983), Radrennfahrer
- David Střihavka (* 1983), Fußballspieler
- Matěj Stropnický (* 1983), Politiker und Filmschauspieler

##### 1984
- Vendula Adlerová (* 1984), Volleyballspielerin
- Ester Geislerová (* 1984), Schauspielerin und Model
- Jakub Klepiš (* 1984), Eishockeyspieler
- Štěpán Kučera (* 1984), Fußballspieler
- Petr Mikolanda (* 1984), Fußballspieler
- Ivo Minář (* 1984), Tennisspieler
- Filip Salaquarda (* 1984), Rennfahrer
- Ladislav Volešák (* 1984), Fußballspieler

##### 1985
- Šárka Barborková (* 1985), Volleyballspielerin
- Tomáš Berger (* 1985), Fußballspieler
- Roman Červenka (* 1985), Eishockeyspieler
- Ondřej Cikán (* 1985), Autor
- Jiří Doležal junior (* 1985), Eishockeyspieler
- Jan Holenda (* 1985), Fußballspieler
- Lucie Hradecká (* 1985), Tennisspielerin
- Kristýna Hrušínská (* 1985), Schauspielerin
- Markéta Jakšlová (* 1985), Sängerin
- Daniel Kolář (* 1985), Fußballspieler
- Jan Lipavský (* 1985), Politiker
- David Navara (* 1985), Schachmeister
- Lukáš Pešek (* 1985), Motorradrennfahrer
- Daniel Pudil (* 1985), Fußballspieler
- David Svoboda (* 1985), Moderner Fünfkämpfer und Olympiasieger

##### 1986
- Kryštof Krýzl (* 1986), Skirennläufer
- Marek Michalička (* 1986), Tennisspieler
- Radek Smoleňák (* 1986), Eishockeyspieler

##### 1987
- Kristina Barta (* 1987), Jazzmusikerin
- Jan Charouz (* 1987), Autorennfahrer
- Ivan Hašek junior (* 1987), Fußballspieler
- Tomáš Jablonský (* 1987), Fußballspieler
- Jiří Jeslínek (* 1987), Fußballspieler
- Josef Prorok (* 1987), Leichtathlet
- Dominik Rodinger (* 1987), Fußballtorhüter
- Jan Šimůnek (* 1987), Fußballspieler
- Michal Švec (* 1987), Fußballspieler

##### 1988
- Martina Barta (* 1988), Sängerin, Hornistin
- Milan Černý (* 1988), Fußballspieler
- Natálie Císařovská (* 1988), Regisseurin, Dokumentarfilmerin und Drehbuchautorin
- Marcel Gecov (* 1988), Fußballspieler
- Eliška Klučinová (* 1988), Leichtathletin
- Miloslav Mečíř junior (* 1988), Tennisspieler
- Radim Nečas junior (* 1988), Fußballspieler
- Markéta Sluková (* 1988), Beachvolleyballspielerin
- Marek Suchý (* 1988), Fußballspieler

##### 1989
- Jana Knedlíková (* 1989), Handballspielerin
- Jan Morávek (* 1989), Fußballspieler
- Tomáš Necid (* 1989), Fußballspieler
- Lukáš Vácha (* 1989), Fußballspieler

##### 1990
- Emma Augier de Moussac (* 1990), Springreiterin
- Jan Chramosta (* 1990), Fußballspieler
- Josef Hušbauer (* 1990), Fußballspieler
- Petra Krejsová (* 1990), Tennisspielerin
- Jan Kubista (* 1990), Mittelstreckenläufer
- Kateřina Němcová (* 1990), Schachspielerin
- Štěpán Novotný (* 1990), Eishockeyspieler
- Marek Štěch (* 1990), Fußballspieler
- Jakub Vadlejch (* 1990), Speerwerfer
- Petra Vyštejnová (* 1990), Fußballspielerin

#### 1991 bis 2000
- Daniel Havel (* 1991), Kanute, Medaillengewinner bei EM, WM, Olympia
- Daniel Němeček (* 1991), Sprinter
- Matěj Paprčiak (* 1991), Fußballspieler
- David Pavelka (* 1991), Fußballspieler
- Tomáš Staněk (* 1991), Kugelstoßer
- Antonín Fantiš (* 1992), Fußballspieler
- Pavel Kadeřábek (* 1992), Fußballspieler
- Václav Kadlec (* 1992), Fußballspieler
- Ladislav Krejčí (* 1992), Fußballspieler
- Vojtěch Mozík (* 1992), Eishockeyspieler
- Annette Nesvadbová (* 1992), Schauspielerin
- Tomáš Hertl (* 1993), Eishockeyspieler
- Patrik Šorm (* 1993), Sprinter
- Anna Kameníková (* 1994), Schauspielerin
- Ondrej Karafiat (* 1994), Fußballspieler
- Petra Kudláčková (* 1994), Handballspielerin
- Tereza Martincová (* 1994), Tennisspielerin
- Dominik Simon (* 1994), Eishockeyspieler
- David Sojka (* 1994), Bahnradsportler
- Denisa Barešová (* 1995), Schauspielerin
- Jan Friš (* 1995), Leichtathlet, Mittel- und Langstreckenläufer
- Helena Jiranová (* 1995), Leichtathletin
- Mikolas Josef (* 1995), Musiker und Model
- Klára Kadlecová (* 1995), Eiskunstläuferin
- Jan Košťálek (* 1995), Eishockeyspieler
- Ester Ledecká (* 1995), Snowboarderin und Skirennläuferin
- Anna Slováčková (1995–2025), Sängerin und Schauspielerin
- Anna Fernstädt (* 1996), deutsch-tschechische Skeletonpilotin
- Oskar Fotr (* 1996), Fußballspieler
- Patrik Schick (* 1996), Fußballspieler
- Jakub Vrána (* 1996), Eishockeyspieler
- Sara Vršatová (* 1996), Fußballspielerin
- Kristýna Horská (* 1997), Schwimmerin
- Matěj Pulkrab (* 1997), Fußballspieler
- Matěj Vocel (* 1997), Tennisspieler
- Antonie Formanová (* 1998), Schauspielerin
- Petr Nouza (* 1998), Tennisspieler
- Vojtěch Patzel (* 1998), Handballspieler
- Nikoleta Jíchová (* 2000), Hürdenläuferin
- Matěj Krsek (* 2000), Sprinter
- Sabrina Novotná (* 2000), Handballspielerin
- Barbora Seemanová (* 2000), Schwimmerin
- Ondřej Štyler (* 2000), Tennisspieler

### 21. Jahrhundert

#### 2001 bis 2010
- Marcel Barinka (* 2001), Eishockeyspieler
- Lukáš Červ (* 2001), Fußballspieler
- Ondřej Macík (* 2001), Sprinter
- Andrew Paulson (* 2001), Tennisspieler
- Karin Řezáčová (* 2001), Handballspielerin
- Oliver König (* 2002), Motorradrennfahrer
- Tomáš Semerád (* 2002), Beachvolleyballspieler
- Jakub Šépka (* 2002), Beachvolleyballspieler
- Adam Karabec (* 2003), Fußballspieler
- Antonín Kinský (* 2003), Fußballspieler
- Anna Jestříbková (* 2004), Handballspielerin
- Milan Kadlec (* 2004), Radrennfahrer
- Matěj Švancer (* 2004), österreichisch-tschechischer Freestyle-Skier
- Anna Pavelková (* 2005), Beachvolleyballspielerin
- Kateřina Pavelková (* 2005), Beachvolleyballspielerin
- Charlotte Ella Gottová (* 2006), Sängerin und Schauspielerin
- Karolína Jarošová (* 2006), Hindernisläuferin
- Jana Johanová (* 2007), Langstreckenläuferin

## Bekannte Einwohner von Prag
- Adalbert von Prag (≈956–997), Bischof von Prag, christlicher Missionar bei den Ungarn und Prußen und Märtyrer
- Matthias Louda von Klumtschan († 1460), Heeresführer und Diplomat
- Mikuláš Konáč z Hodiškova (≈1480–1546), Drucker, Verleger, Übersetzer und Schriftsteller
- Kaspar Cappleri de Sulewicz (1535–1621), Adeliger
- Jan Jessenius (1566–1621), Mediziner, Politiker und Philosoph
- Polyxena von Lobkowicz (1566–1642), Adelige
- Zdeněk Vojtěch Popel von Lobkowitz (1568–1628), Oberstkanzler von Böhmen
- Cornelius Pleier (1595–1646/49), Arzt und Gegner der Hexenverfolgung
- Christoph Schindler (1596–1669), deutscher Jurist und Geistlicher, Anwalt in Prag
- Jan van der Croon (1600–1665), Stadtkommandant und Kommandierender General in Böhmen
- Tomáš Pešina z Čechorodu (1629–1680), Historiker und Schriftsteller
- Franz Haselbauer (1677–1756), Jesuit, Orientalist, Hebraist und Hochschullehrer
- Johann Baptist Ignaz Wolf (1716–1791), Organist und Komponist
- Franz Josef Freiherr von Heinke (1726–1803), Jurist, Richter und Direktor der juridischen Fakultät der Prager Universität sowie Leiter des Lehensreferats der böhmischen Krone
- Josef Ignác Buček (1741–1821), Universitätsprofessor sowie Autor
- Josef Malinský (1752–1827), Bildhauer und Schnitzer
- Joseph von Plenciz (1752–1785), Mediziner und Hochschullehrer, Arzt des Waisen- und Armenhauses, an den Arbeitshäusern und Professor
- Karel Postl (1769–1818), Landschaftsmaler sowie Zeichner und Grafiker
- Karl August Neumann (1771–1866), Chemiker und Industrieller, Professor und Gubernialrat in Prag, leitete dortige Gewerbeausstellungen
- Joseph Jüttner (1775–1848), Kartograph und Generalmajor, Ersteller eines ersten genauen Stadtplans von Prag
- Antonín Machek (1775–1844), Maler
- Christoph Liebich (1783–1874), Forstmann und Forstwissenschaftler
- Joseph Adolf Hanslick (1785–1856), Bibliothekar und Schriftsteller
- Joachim Barrande (1799–1883), französischer Geologe, Paläontologe und Ingenieur
- Václav Bolemír Nebeský (1818–1882), Dichter
- Václav Levý (1820–1870), Bildhauer
- Karel Leopold Klaudy (1822–1894), Rechtsanwalt und Politiker
- Bedřich Smetana (1824–1884), Komponist der Romantik
- Josef Hlávka (1831–1908), Architekt, Baumeister und Mäzen
- Julius Mařák (1832–1899), tschechisch-böhmischer Landschaftsmaler
- Anna Versing-Hauptmann (1834–1896), deutsche Bühnenschauspielerin und Schriftstellerin
- Georg Christian von Lobkowitz (1835–1908), Adeliger und Politiker
- Antonín Dvořák (1841–1904), Komponist
- Jan Otto (1841–1916), Verleger
- Tomáš Garrigue Masaryk (1850–1937), Philosoph und Schriftsteller
- Ladislav Stroupežnický (1850–1892), Dramaturg
- Alois Jirásek (1851–1930), Schriftsteller und Historiker
- Ignát Herrmann (1854–1935), Schriftsteller, Humorist und Redakteur
- Leoš Janáček (1854–1928), Komponist
- Vlaho Bukovac (1855–1922), Maler
- Lubor Niederle (1865–1944), Archäologe, Anthropologe, Ethnograph und Historiker
- Johannes Lindworsky (1875–1939), deutscher Jesuit, Psychologe und Hochschullehrer
- Wassil Sacharka (1877–1943), belarussischer Politiker und Präsident der Rada BNR, der Exilregierung der Belarussischen Volksrepublik
- Zdeněk Nejedlý (1878–1962), Historiker, Literaturkritiker, Musikwissenschaftler und Politiker
- Bohumil Střemcha (1878–1966), in Wien geborener Fotograf
- Bedřich Hrozný (1879–1952), Sprachwissenschaftler und Altorientalist
- Ernst Weiß (1882–1940), österreichischer Arzt und Schriftsteller
- Edvard Beneš (1884–1948), Politiker
- Zdeňka Baldová (1885–1958), Schauspielerin
- Jan Morávek (1887–1960), Historiker und Archivar
- Jan Morávek (1888–1958), Schriftsteller und Journalist
- Bohuslav Martinů (1890–1959), Komponist
- Klement Gottwald (1896–1953), Politiker
- Josef Sudek (1896–1976), Fotograf
- Willy Weidermann (1898–1985), deutscher Polizeipräsident und SS-Führer
- Jindřich Štyrský (1899–1942), Maler, Fotograf, Grafiker, Dichter, Vertreter des Surrealismus und Kunsttheoretiker
- Vítězslav Nezval (1900–1958), Dichter, Schriftsteller und Übersetzer
- Karel Bodlák (1903–1989), Literaturkritiker, Dichter und Lehrer
- Ladislav Mikeš Pařízek (1907–1988), Schriftsteller und Journalist
- Jan Patočka (1907–1977), Philosoph
- Rudolf Schreiber (1907–1954), deutscher Archivar und Historiker
- Vojtech Zamarovský (1919–2006), slowakischer Historiker, Schriftsteller und Übersetzer
- Karel Ptáčník (1921–2002), Schriftsteller
- Jiří Šotola (1924–1989), Dichter, Schriftsteller und Dramaturg
- František Nepil (1929–1995), Schriftsteller
- Jan Zábrana (1931–1984), Schriftsteller, Dichter und Übersetzer
- Jan Koblasa (1932–2017), Bildhauer, Maler, Graphiker, Autor und Hochschullehrer
- Karel Gott (1939–2019), Schlagersänger
- Milan Horáček (* 1946), Politiker
- Jiří Růžek (* 1967), Fotograf
- Filip Albrecht (* 1977), deutsch-tschechischer Textdichter, Musikproduzent und Medienmanager